# Provincia de Puntarenas
Puntarenas es provincia número 6 de Costa Rica, ubicada en su zona occidental y abarcando la mayor parte de la costa Pacífica del país. Limita con las provincias de Guanacaste, Alajuela, San José, Limón y con Panamá. Posee una superficie de 11 265 km², lo que la convierte en la provincia más extensa de Costa Rica. Está dividida en 13 cantones y 60 distritos. 
Según el censo del año 2011 realizado por el Instituto Nacional de Estadística y Censo (INEC), la población total de la provincia de Puntarenas era de 410 929 habitantes. El 54.7 % de la población es considerada como población urbana. La provincia posee un alfabetismo de 96.2 %, una escolaridad promedio de 7.2 años, y un 5.9 % de población nacida en el extranjero. Su capital es la ciudad de Puntarenas, que se ubica en una lengua de tierra de varios kilómetros de largo y unos 400 m de ancho, flanqueada por un estero por un lado, y el océano Pacífico, por el otro. Otras poblaciones importantes son Caldera (el principal puerto comercial del país por el Pacífico), Jacó, Parrita, Quepos, Puerto Cortés y Golfito.
El territorio de la provincia de Puntarenas se extiende desde el extremo sureste de la península de Nicoya al noroeste, hasta la punta Burica, en la frontera con Panamá, y abarcando varias islas del océano Pacífico, como el archipiélago del golfo de Nicoya, y la Isla del Coco, ubicada a 550 km al suroeste de la península de Osa. La provincia posee un relieve variado, incluyendo altas montañas, valles, playas y paisajes costeros. Puntarenas posee un litoral accidentado, que da lugar a numerosas playas y bahías que hacen a la provincia atractiva para el turismo. Su clima es tropical seco, con dos estaciones bien definidas. Cuenta con numerosas áreas y zonas protegidas de gran riqueza biológica, como Cabo Blanco, Manuel Antonio,  Monte Verde y Corcovado. La economía de la provincia incluye el comercio, el sector servicios, el turismo, las actividades agropecuarias, la explotación minera, la pesca y la actividad portuaria.
La región de la provincia de Puntarenas estuvo habitada desde tiempos precolombinos, por indígenas chorotegas de cultura mesoamericana, en el noroeste, y por sociedades autóctonas de cultura del Área Intermedia, principalmente en el Pacífico sur. Estos pueblos legaron importantes aportes culturales al país, destacando las esferas de piedra, símbolos de Costa Rica. En la actualidad, subsisten en el sureste del país numerosas reservas indígenas que conservan gran parte de sus tradiciones, principalmente en los cantones de Coto Brus y Buenos Aires de Puntarenas. La ciudad de Puntarenas, conocida como "La perla del Pacífico", fue el principal puerto del país durante gran parte de su historia, se convirtió en Balneario Nacional en 1940, y en la actualidad continúa siendo un punto principal de referencia de la costa del Pacífico costarricense. La presencia de numerosas tradiciones culturales a lo largo de su historia, tanto de pueblos autóctonos como de inmigrantes, hace de la cultura de la provincia de Puntarenas una de las más ricas, variadas y reconocibles de Costa Rica.

## Historia

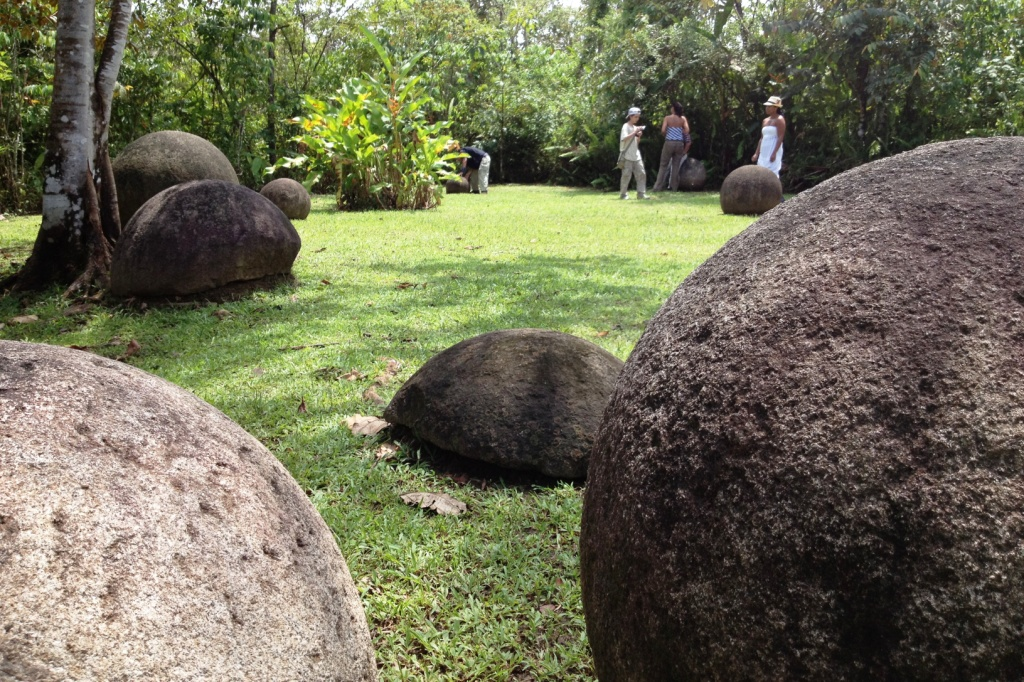
Los indígenas del Diquís elaboraron esferas de piedra, símbolo nacional.

### Época precolombina
El actual territorio de la provincia de Puntarenas fue habitado en épocas precolombinas por diversos grupos amerindios tanto de influencia mesoamericana como del Área Intermedia, que prácticamente ocuparon toda la costa desde el Golfo de Nicoya hasta la Punta Burica. Entre estos grupos se distinguen los huetares de occidente, los chorotegas, los quepoa, los bruncas, la nación de Coctú, y los buricas. Estos grupos autóctonos estaban organizados jerárquicamente en cacicazgos, poseían una agricultura de subsistencia basada en el maíz, los tubérculos, las curcubitáceas y la pesca, y contaban con la presencia de especialistas que confeccionaban cerámicas de diversos tipos con fines tanto rituales como utilitarios, así como la fabricación de objetos suntuarios de jade, oro, piedra y otros materiales, que se utilizaron como signos de rango. Destacaron principalmente las esferas de piedra, manifestación artística y cultural única de los aborígenes costarricenses de la zona sureste de la provincia de Puntarenas.

### Conquista y colonización española
El litoral Pacífico costarricense fue recorrido por los españoles primeramente por Juan Ponce de León, y luego, en 1522, por Gil González Dávila, que recorrió toda la costa puntarenense, desde el Golfo Dulce hasta el Golfo de Nicoya, y penetró en territorio nacional por la desembocadura del río Tempisque, hasta Nicoya y luego Nicaragua. En 1524, Francisco Hernández de Córdoba estableció la primera población española de Costa Rica cerca de la actual Esparza, la villa de Bruselas, que subsistió hasta 1527. En 1529, Juan de Cavallón y Arboleda llegó a Chomes por el camino de Nicaragua y Nicoya, y estableció el Real de la Ceniza, una guarnición española, entre las desembocaduras de los ríos Machuca y Jesús María, y desde allí dirigió las exploraciones que, a través del río Grande de Tárcoles, penetraron en el Valle Central. En 1556 se edificó en Chomes la segunda iglesia en territorio costarricense. En 1563, el adelantado Juan Vázquez de Coronado siguió la ruta de Cavallón hasta la ciudad de Castillo de Garcimuñoz, fundada por este, y posteriormente, en alianza con reyes indígenas locales, dirigió una expedición hacia el sureste, donde entró en contacto con los quepoa y posteriormente, con los bruncas y coctús.
El pueblo de Aranjuez, fundada en 1568 por Perafán de Ribera, fue el principal puerto español del Pacífico durante la etapa colonial. Los españoles tuvieron un control parcial del territorio Pacífico costarricense, bien asentados en la zona del Pacífico norte y central del país, pero su dominio no fue total más allá de Quepos], donde los indígenas locales lograron conservar cierta autonomía, aunque diezmados por las enfermedades y el mestizaje. En 1720 apareció por primera vez el nombre del lugar como la «Punta de Arena». Fue el panameño Miguel Antonio de Unanué el primero en utilizar la lengua de tierra de Puntarenas como puerto de embarque. Puntarenas fue declarada Puerto Mayor del país en 1814 por las Cortes de Cádiz a instancias del gobernador Tomás de Acosta y Hurtado de Mendoza.

### De comarca a provincia y auge como puerto

El ferrocarril al Pacífico se finalizó en 1910.

En 1834 se intentó trasladar el puerto a Caldera, pero seis años después volvió a Puntarenas como puerto del Estado y luego como puerto franco (1847). En 1848, debido a la poca población, se le dio a la región el rango de Comarca, y tres años después, se creó el cantón de Puntarenas. Entre 1840 y 1850, se construyeron numerosas obras de infraestructura para fortalecer el puerto, que se convirtió en el principal del país para la exportación de café a Europa, que se convirtió en el principal motor de desarrollo del país. En 1855 iniciaron las primeras migraciones de chinos. Por su participación en la Campaña Nacional de 1856-1857, el presidente Juan Rafael Mora Porras le dio categoría de ciudad a Puntarenas el 17 de septiembre de 1858. En 1871 se inició la construcción del ferrocarril para conectar Puntarenas con San José, el cual se finalizó en 1910. Esto propició el turismo nacional, al mejorar la comunicación del Valle Central con el Pacífico. En 1909, Costa Rica reestructuró su organización política, dividiéndose el país en siete provincias, creándose de esta manera la Provincia de Puntarenas. 

### Puntarenas en los siglosXXyXXI
En 1915, un decreto de Alfredo González Flores agregó al cantón de Puntarenas los distritos de Cóbano, Lepanto y Paquera, ubicados en la península de Nicoya, incrementando la superficie de la provincia, que se convirtió en la de mayor extensión del país. Entre 1930 y 1940 se construyó diversa infraestructura en la ciudad de Puntarenas, incluyendo el muelle principal y la Capitanía del puerto. En 1936, la United Fruit Company inició el cultivo de banano en la región de Golfito, actividad que se mantuvo hasta 1984.
Tras la Guerra Civil de 1948, se llevó a cabo una reestructuración de la organización política del país, lo que dio lugar a la creación de nuevos cantones, como Aguirre en 1948 y Parrita en 1971. Entre 1950 y 1970, se incrementó significativamente la actividad pesquera en el golfo de Nicoya. En 1970 se inauguró el puerto de Caldera, que se consolidó como el principal puerto del litoral Pacífico costarricense.
Con el objetivo de reactivar la economía de la provincia, en 1990 se creó el Depósito Comercial Libre de Golfito y, en 1992, la Zona Franca de Barranca. Sin embargo, la crisis del sector pesquero se agravó con la prohibición de la pesca de arrastre en 2013.
A finales del siglo xx e inicios del siglo xxi, se desarrollaron diversos proyectos arquitectónicos orientados a mejorar la infraestructura turística de la ciudad de Puntarenas, que comenzó a recibir cruceros a partir del año 2000.

## Deportes
El béisbol es el deporte rey de Puntarenas con la novena de Robleña el máximo ganador de la liga nacional de béisbol de Costa Rica, el estadio de la mancomunidad con capacidad para 10.560 aficionados es la casa del equipo.
El baloncesto es el segundo deporte más importante y practicado sobretodo en escuelas y colegios, el equipo Pelicans es el actual campeón de la liga de baloncesto superior de Costa Rica 
El fútbol es un deporte que cada vez más crece desde la Fundación de Puntarenas FC en 2004 el equipo hizo historia al convertirse en campeón de la copa uncaf de clubes de 2006 al vencer al Olimpia de Honduras 

### Relieve
La provincia de Puntarenas se caracteriza por su relieve litoral largo y accidentado. Su geografía es irregular, contando con zonas pantanosas (Corcovado), islas (Chira, Venado, Negritos, San Lucas, Herradura, Bejuco, Caballo, Cedros, Cuchillos, Violín), manglares y penínsulas (Nicoya, Osa y Burica). De sus trece cantones, solamente cinco no tienen costas en el Pacífico: Buenos Aires, Coto Brus y Corredores, ubicados en la región sureste de la provincia, en el valle del río Grande de Térraba, y los cantones de Montes de Oro y Monteverde, localizados al norte del cantón central de Puntarenas. 
Los sistemas montañosos llegan a un máximo de 1834 m s. n. m. en el área del cantón de Monteverde.  La fila Costera o Brunqueña, una ramificación de la cordillera de Talamanca, discurre paralela a la costa y encierra los valles de Coto Brus y el general, al sureste de la provincia. Esta fila está atravesada por el río Grande de Térraba, el más largo del país, y la divide en una sección meridional, con los cerros Zapote (1.440 m s. n. m.) y Anguciana (1.707 m s. n. m.), y otra septentrional, donde destacan los cerros Palmar Norte (1.070 m s. n. m.) y Uvita (1.223 m s. n. m.).
Otros sistemas montañosos menores de la provincia están constituidos por la vertiente sur de la sierra de Tilarán, algunos cerros de la península de Nicoya y las primeras estribaciones de la cordillera de Talamanca. En la península de Osa sobresalen los cerros Rincón (745 m s. n. m.), Brujo (617 m s. n. m.), Chocuaco (647 m s. n. m.) y Salsipuedes. En la península de Nicoya se destacan los cerros Azul (1.018 m s. n. m.) y Frío (755 m s. n. m.).
El litoral de Puntarenas tiene una dirección noroeste-sureste y comprende tres grandes unidades geográficas:
- El golfo de Nicoya y el extremo de la península de Nicoya, donde se encuentran Paquera, Lepanto y Cóbano, distritos del cantón central de Puntarenas. El golfo se caracteriza por un perímetro costero sinuoso, con acantilados y áreas de manglares. En la costa oriental del golfo sobresale una lengua de tierra, en donde se encuentra la ciudad de Puntarenas. Hacia el sureste de Puntarenas, se halla el puerto de Caldera, el más importante del Pacífico costarricense.

- Un sector llano y más rectilíneo con numerosas playas, que abarca desde bahía Herradura hasta bahía Coronado. En este largo litoral se ubican gran cantidad de poblaciones, entre las que pueden mencionarse Jacó, Parrita, Quepos, Dominical y Uvita.

- La península de Osa con el golfo Dulce y la mitad occidental de punta Burica. Aquí se encuentra la ciudad de Golfito, importante depósito libre comercial.

El Golfo de Nicoya encierra un archipiélago de islas situadas alrededor de la península de Nicoya, entre las que destacan la isla de Chira y la isla San Lucas. Otras islas importantes de la provincia son la isla Herradura, localizada en la bahía del mismo nombre, y la isla del Caño, ubicada en la bahía de Coronado. Esta última destaca debido a que en el pasado fue utilizada como sitio ceremonial y cementerio por las culturas aborígenes que habitaron este sector de la provincia. La isla del Coco, situada en el océano Pacífico y de rica biodiversidad, es un importante parque nacional y fue declarada Patrimonio de la Humanidad por la UNESCO.

Islas de la provincia de Puntarenas
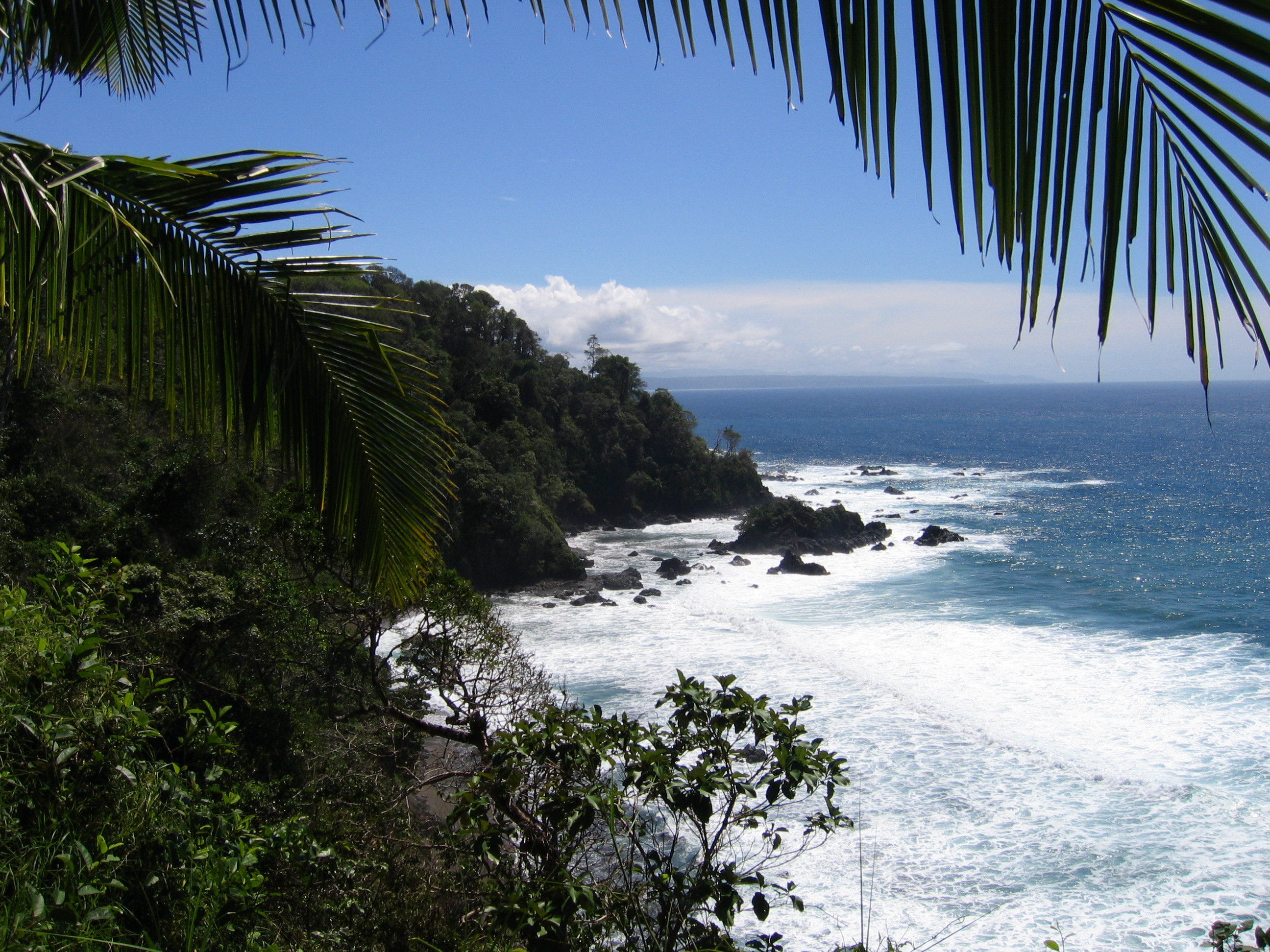
Isla del Caño, importante sitio ceremonial precolombino.
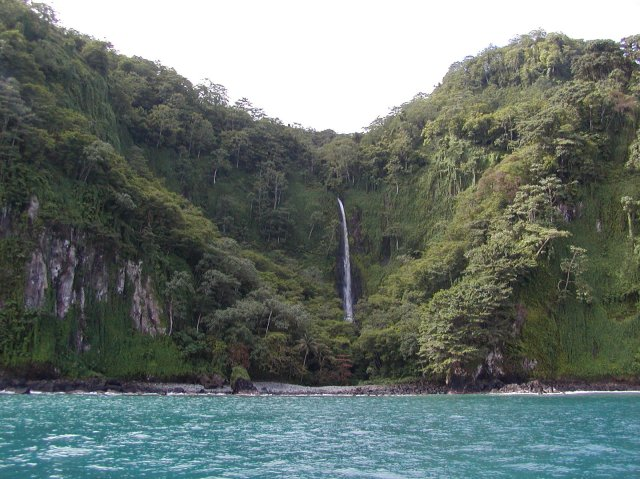
Isla del Coco, Patrimonio de la Humanidad, posee una diversidad biológica única en el mundo.
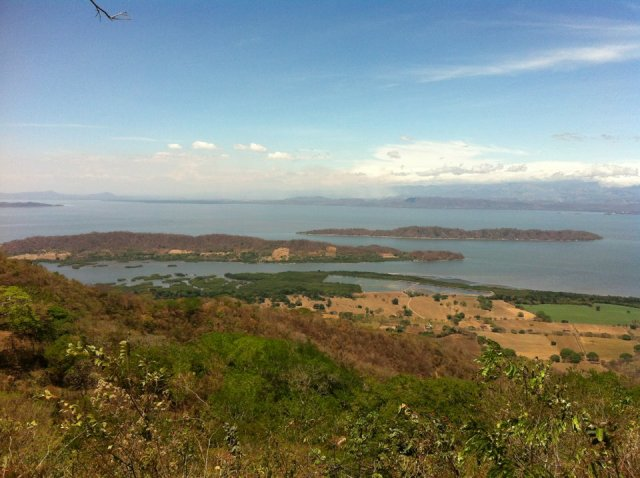
Las islas Venado (izquierda) y Bejuco (derecha) vistas desde el cerro La Gloria, península de Nicoya.
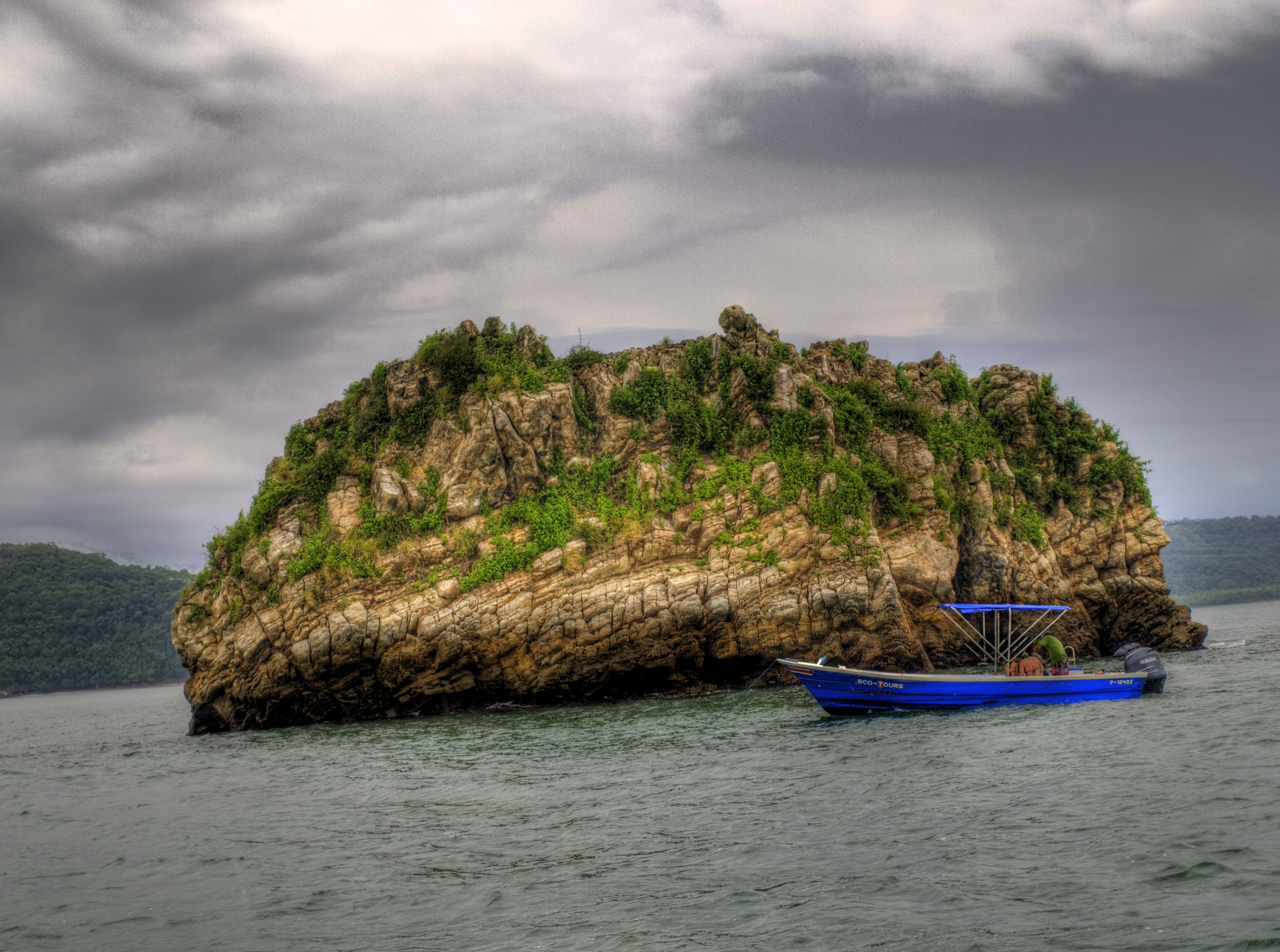
Isla Tolinga, un islote cercano a Isla Tortuga.

### Hidrografía

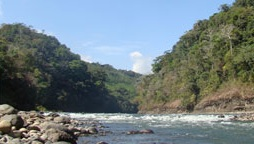
El río Grande de Térraba, ubicado en la región sureste de la provincia de Puntarenas, es el más largo del país (160 km).

Los cursos fluviales de la provincia de Puntarenas nacen en las provincias colindantes. Se caracterizan porque su caudal disminuye durante la estación seca, a excepción del río Grande de Térraba, cuya cuenca es la más extensa y caudalosa del país (5.085 km²). El Térraba recoge las aguas de numerosos afluentes provenientes de la Cordillera de Talamanca y los valles del General y Coto Brus, y las vierte en la bahía de Coronado a través de un delta fluvial.
El resto de los ríos son generalmente cortos y escasos. Resaltan los ríos Parrita, Savegre y Naranjo en la zona central de la provincia. El río Grande de Tárcoles, que drena las aguas del Valle Central Occidental, desagua en la entrada del Golfo de Nicoya. Otros ríos importantes son el río Barranca y el río Jesús María, que desembocan cerca de la ciudad de Puntarenas. Entre las localidades de Puntarenas y punta Morales, desembocan los ríos Aranjuez, Guacimal y Lagarto, que provienen de la sierra de Tilarán.
También se encuentran los ríos Ario, General, Coto Brus y Coto.

### Áreas protegidas

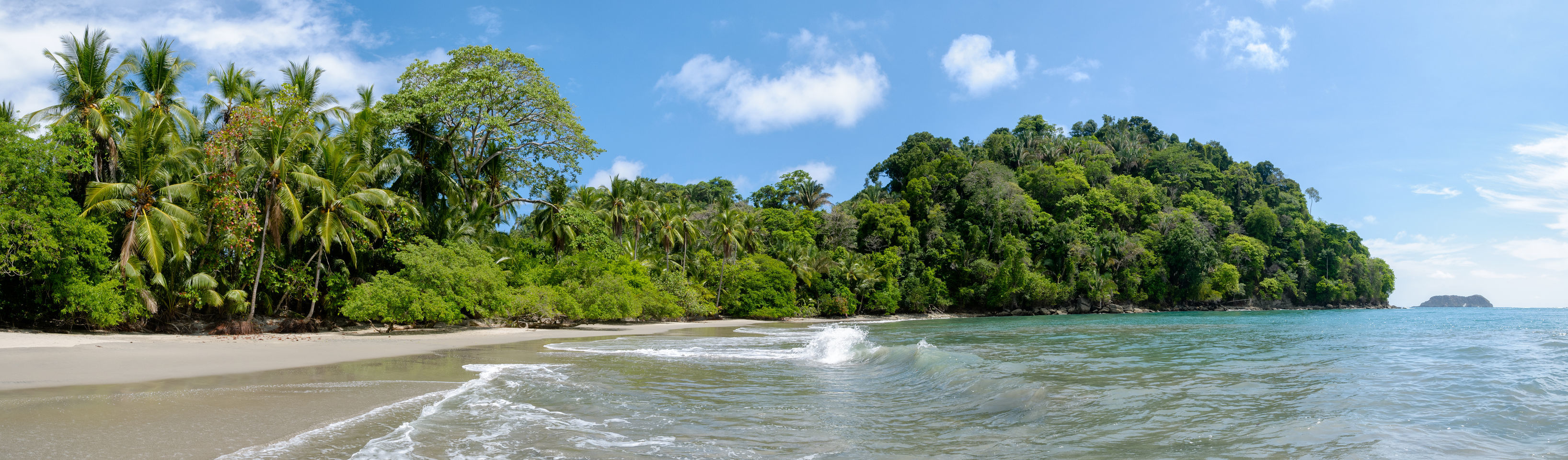
Playa Espadilla, en el parque nacional Manuel Antonio.

En la provincia de Puntarenas se encuentran seis áreas de conservación que incluyen siete parques nacionales (dos de los cuales son Patrimonio de la Humanidad), tres reservas biológicas y dos refugios de fauna silvestre, adscritos al Sistema Nacional de Áreas de Conservación de Costa Rica:

#### Área de Conservación Tempisque
El Área de Conservación Tempisque (ACT) incluye la totalidad de la península de Nicoya, cuyo extremo sur, los distritos de Lepanto, Cóbano y Paquera, pertenecen a Puntarenas. En esta zona se halla el área protegida más antigua de Costa Rica, la Reserva Natural Absoluta Cabo Blanco. El área de conservación también incluye varios refugios ubicados en la franja costera de la península, algunos de ellos privados o semiprivados, así como las refugios silvestres ubicados en las islas del golfo de Nicoya.
| Áreas silvestres del Área de Conservación Tempisque en Puntarenas |
| --- |
| - Reserva Natural Absoluta Cabo Blanco El área protegida más antigua de Costa Rica y Centroamérica (21 de octubre de 1963). Se encuentra ubicado dentro del área de vida del bosque tropical húmedo de la península de Nicoya. Es un refugio de gran importancia para la protección de aves marinas, y es también una de las áreas de mayor belleza escénica de la costa del Pacífico. - Reserva Biológica Isla Pájaros, Guayabo y Negritos Su principal objetivo es la conservación de aves marinas que anidan en estas pequeñas islas dentro del golfo de Nicoya - Refugio Nacional de Vida Silvestre Curú Se estableció con el propósito de conservar uno de los últimos segmentos de bosque con fauna que existen al extremo sureste de la península de Nicoya. |

#### Área de Conservación Arenal-Tempisque

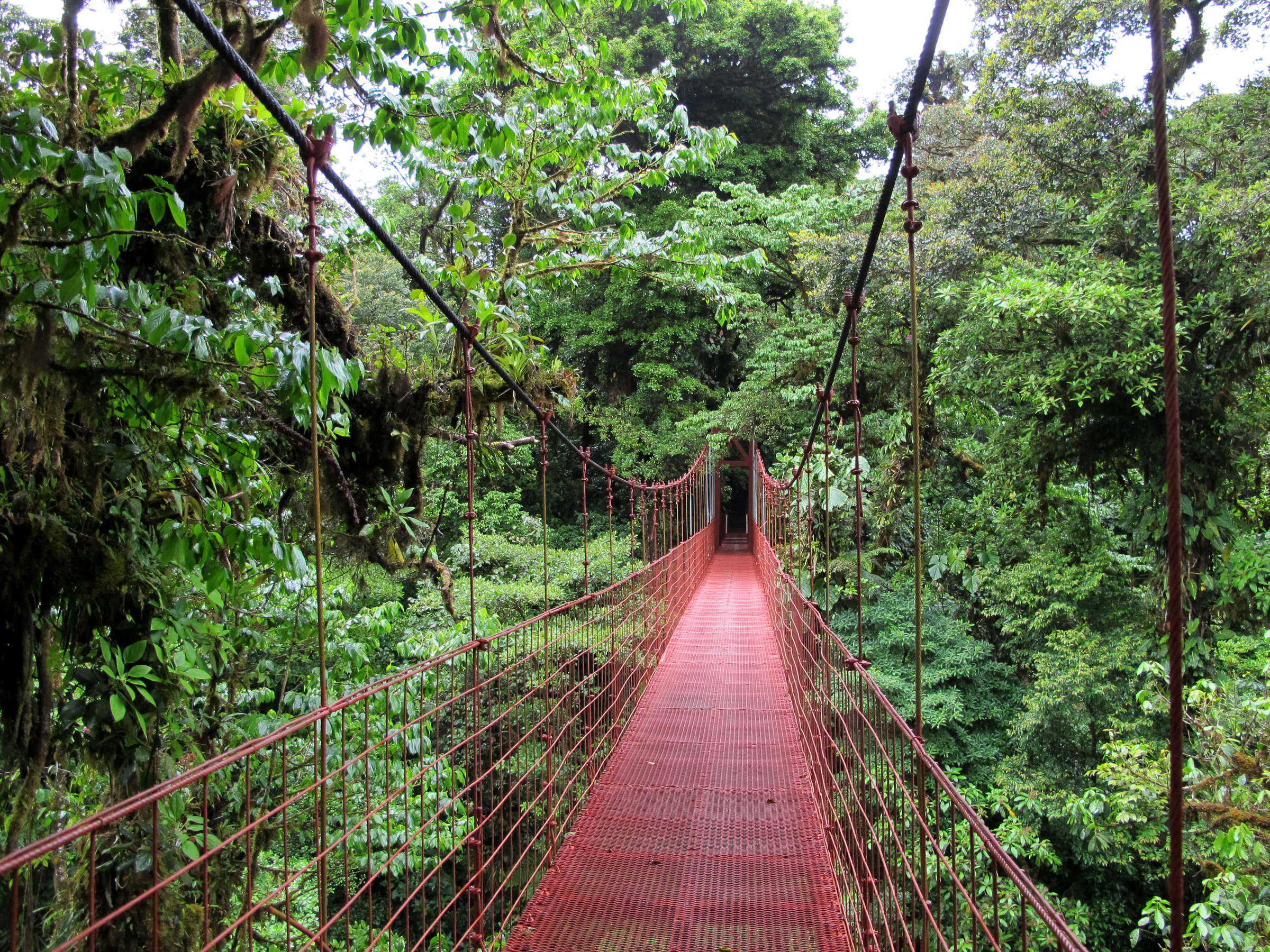
Puentes colgantes de Monteverde.

Esta área posee territorio en tres provincias del país (Guanacaste, Alajuela y Puntarenas). La parte que corresponde a Puntarenas se ubica al noroeste, e incluye la importante Reserva biológica Bosque Nuboso Monteverde, ubicada en el cantón de Puntarenas, a los pies de la sierra de Tilarán, y que recibe alrededor de 70 000 turistas al año. Solo en Monteverde están representadas 70 de las 103 familias de árboles reportadas para el país y el 21.23% de las especies de orquídeas. La reserva abarca un área de conservación biológica que se localiza en las estribaciones de la Cordillera de Tilarán. Es el hábitat de más de 2000 especies de plantas y árboles, 100 especies de mamíferos, más de 400 especies de pájaros y alrededor de 1200 especies de anfibios y reptiles. Dentro de las especies se encuentran el pájaro campana, jaguares, pumas, monos y sapos. Es hábitat de más de 300 especies de orquídeas y 200 especies de helechos.

#### Área de Conservación Pacífico Central
El Área de Conservación Pacífico Central abarca las tierras comprendidas entre la comunidad de Manzanillo, en el extremo norte de la provincia de Puntarenas, hasta el Río Barú en el cantón de Quepos y las tierras intermedias en el suroeste del Valle Central y parte de las tierras de altas montañas en la Cordillera de Talamanca, representando el 11% del territorio nacional. Posee 16 cuencas hidrográficas, 11 de las 12 zonas de vida, 7 de las 9 transiciones y presenta los 6 pisos altitudinales en que se divide al país. Presenta 5640 especies de plantas de las casi 90 000 mil recolectadas para el país, cifra que presenta el 62.7% de las especies de plantas de Costa Rica. Reporta al menos 5000 especies de plantas endémicas de Costa Rica, 201 de las especies de mamíferos de las 238 existentes en Costa Rica, incluyendo las 4 especies de primates reportadas en Mesoamérica, así como las 6 especies de felinos salvajes de América, 746 especies de aves de las 892 establecidas para Costa Rica. Tres de los parques nacionales de esta área se ubican en la provincia de Puntarenas, incluido el parque nacional Manuel Antonio, uno de los polos turísticos más atractivos del país. También forman parte de esta área los refugios silvestres ubicados en playa Hermosa e isla San Lucas.
| Áreas silvestres del Área de Conservación Pacífico Central en Puntarenas |
| --- |
| - Parque Nacional Marino Ballena Con una extensión de 5.375 ha marinas, es reconocido a nivel mundial debido al avistamiento de ballenas jorobadas durante su travesía para reproducirse. - Parque Nacional Carara Conserva la cuenca del río Grande de Tárcoles. Posee el último remanente de bosque transicional en el país, donde entran en contacto el bosque seco de la región mesoamericana y el bosque húmedo tropical característico del Pacífico sur. Este parque protege una de las mayores poblaciones remanentes de guacamaya roja en el país, y es también hogar del cocodrilo americano, cuyos grupos son fácilmente observables desde plena carretera en el puente que cruza sobre el río Tárcoles. - Parque Nacional Manuel Antonio Seleccionado en 2011 por la revista Forbes como uno de los 12 parques más bellos del mundo, está ubicado a 7 km de la ciudad de Quepos, es uno de los destinos turísticos más visitados de Costa Rica, debido a su fácil acceso. Sobresale por las playas de arena blanca rodeadas de selva tropical, la presencia de manglares y la gran diversidad biológica en un área relativamente pequeña (apenas 56 ha). Alrededor de Manuel Antonio crece una bollante y compleja actividad turística. - Refugio Nacional de Vida Silvestre Playa Hermosa Ubicada en el cantón de Garabito, protege el desove de la tortuga lora |

#### Área de Conservación Marina Coco

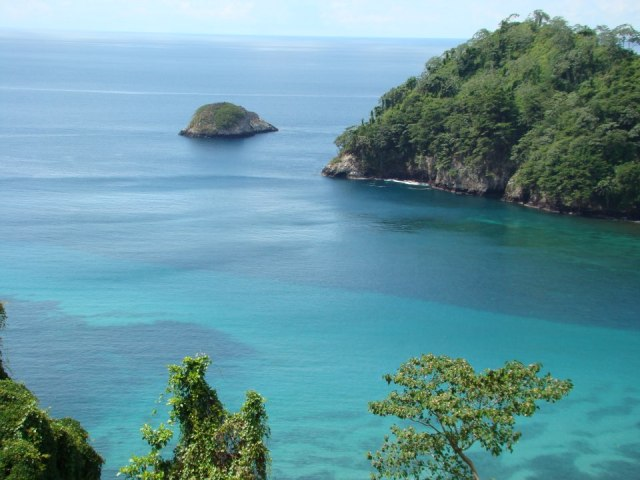
Parque nacional Isla del Coco.

Declarada Patrimonio de la Humanidad según la UNESCO, la isla del Coco es uno de los sitios de mayor biodiversidad del mundo, donde se han identificado 235 especies de plantas (70 endémicas), 362 de insectos (64 endémicas) y 2 de reptiles endémicos; 3 de arañas, 100 de aves (13 residentes, 3 endémicas y en peligro de extinción), 57 de crustáceos, 118 moluscos marinos, más de 250 de peces,  600 de moluscos marinos, 18 de corales , 50 artrópodos (7 son endémicos), y 250 especies de peces marinos. En sus aguas proliferan los tiburones de aleta blanca, tiburones martillo, atún aleta amarilla, peces loro, mantas y jureles. El explorador e investigador francés Jacques-Yves Cousteau, consideró en vida a la isla del Coco la más bella del mundo.

#### Área de conservación La Amistad-Pacífico
El área de conservación La Amistad-Pacífico incluye el parque internacional La Amistad y el parque nacional Chirripó. Ambos parques poseen territorio en la vertiente pacífica de la cordillera de Talamanca, e incluyen parte de los territorios de los cantones puntarenenses de Buenos Aires y Coto Brus. Esta área cuenta también con varios territorios indígenas: Térraba, de la etnia térraba; Salitre y Cabagra, de la etnia bribri; Abrojos Montezuma, Altos de San Antonio, Conte Burica, Coto Brus, Osa, de la etnia ngöbe; y Boruca y Curré, de la etnia boruca. En Coto Brus también se encuentra la zona protectora Las Tablas.
| Áreas silvestres del Área de Conservación La Amistad-Pacífico en Puntarenas |
| --- |
| - Parque Internacional La Amistad Compartido con la provincia de Limón y la República de Panamá, es el parque nacional más grande de Costa Rica. Protege la Cordillera de Talamanca, fue declarado en 1983 Patrimonio de la Humanidad por la UNESCO, y Parque Internacional de la Paz en 1988. |

#### Área de Conservación Osa
Está ubicada en el Pacífico sur del país e incluye la península de Osa y el golfo Dulce. Su biodiversidad es muy rica en especies terrestres y marinas, endémicas o en peligro de extinción. Se destaca principalmente el parque nacional Corcovado. La isla del Caño preserva vestigios del pasado precolombino del país. En la región hay varias reservas indígenas de la etnia ngöbe.
| Áreas silvestres del Área de Conservación Osa |
| --- |
| - Parque Nacional Corcovado Localizado en la península de Osa, fue calificado por la revista National Geographic como «el lugar más intenso del mundo, biológicamente hablando» y se estima que ningún lugar en el mundo, que posea una extensión similar, se alberga una mayor diversidad biológica. Corcovado es refugio para especies en vías de extinción como el oso hormiguero gigante, el jaguar, la danta y el armadillo zopilote. - Parque Nacional Piedras Blancas Ubicado al oeste de la ciudad de Golfito, protege el último resquicio de bosque lluvioso del sector de Golfito y la cuenca del río Esquinas, el cual es navegable. Este parque posee una gran diversidad de fauna, con especies como jaguar, tepezcuintle, guatusas, saínos (Pecari tajacu) y tigrillos caucel (Leopardus wiedii). - Isla del Caño Reserva natural principalmente de especies marinas y yacimiento arqueológico, donde pueden encontrarse esferas de piedra precolombinas. |

## Clima
En general, la provincia se caracteriza por tener un clima tropical seco en el norte de la provincia y húmedo en el sur, con temperaturas máximas que rondan los 34 °C, y mínimas que rara vez bajan de 20 °C. Las marcas históricas de temperatura son de 17 °C y 42.3 °C, esta última representa también la temperatura más alta registrada en Costa Rica. En las partes montañosas como Monteverde pueden rondan de 12 °C a 20 °C, y en la zona de la cordillera en el sur de la provincia pueden bajar hasta los 0 °C. En el norte de la provincia, el régimen de lluvias ronda los 1500-2500 mm anuales siendo la zona de Cóbano la más húmeda con hasta 3000 mm, mientras que en el sur de la provincia pueden llegar hasta los 5000 mm.

## División administrativa
La provincia de Puntarenas se creó oficialmente como Comarca de Puntarenas por Ley No 36 del 7 de diciembre de 1848. Adquirió el título de provincia por el decreto legislativo No 10 del 17 de septiembre de 1858. La Ley No 4666, «Ley sobre la División Territorial Administrativa», del 19 de agosto de 1969, estableció oficialmente a Puntarenas como la sexta provincia de Costa Rica.
La provincia de Puntarenas está dividida en 13 cantones y 62 distritos. Los cantones (En orden de fundación) y sus respectivas cabeceras son:
| Cantón         | Cabecera                 | Distritos |
| Puntarenas     | Puntarenas               | Puntarenas, Pitahaya, Chomes, Lepanto, Paquera, Manzanillo, Guacimal, Barranca, Isla del Coco, Cóbano, Chacarita, Chira, Acapulco, El Roble, Arancibia |
| Esparza        | Esparza (Espíritu Santo) | Espíritu Santo, San Juan Grande, Macacona, San Rafael, San Jerónimo, Caldera                                                                           |
| Buenos Aires   | Buenos Aires             | Buenos Aires, Volcán, Potrero Grande, Boruca, Pilas, Colinas, Chánguena, Biolley, Brunka                                                               |
| Montes de Oro  | Miramar                  | Miramar, La Unión, San Isidro |
| Osa            | Puerto Cortés            | Puerto Cortés, Palmar, Sierpe, Piedras Blancas, Bahía Ballena, Bahía Drake                                                                             |
| Quepos         | Quepos                   | Quepos, Savegre, Naranjito |
| Golfito        | Golfito                  | Golfito, Guaycará, Pavón, Comte-Burica |
| Coto Brus      | San Vito                 | San Vito, Sabalito, Aguabuena, Limoncito, Pittier, Gutiérrez Braun                                                                                     |
| Parrita        | Parrita                  | Parrita |
| Corredores     | Ciudad Neily             | Corredor, La Cuesta, Canoas, Laurel |
| Garabito       | Jacó                     | Jacó, Tárcoles, Lagunillas |
| Monteverde     | Santa Elena              | Monteverde |
| Puerto Jiménez | Puerto Jiménez           | Puerto Jiménez |

## Economía
Las principales actividades económicas de la provincia de Puntarenas son la pesca y el turismo, seguidas de cerca por la agricultura y la ganadería. Hay también una importante actividad industrial.

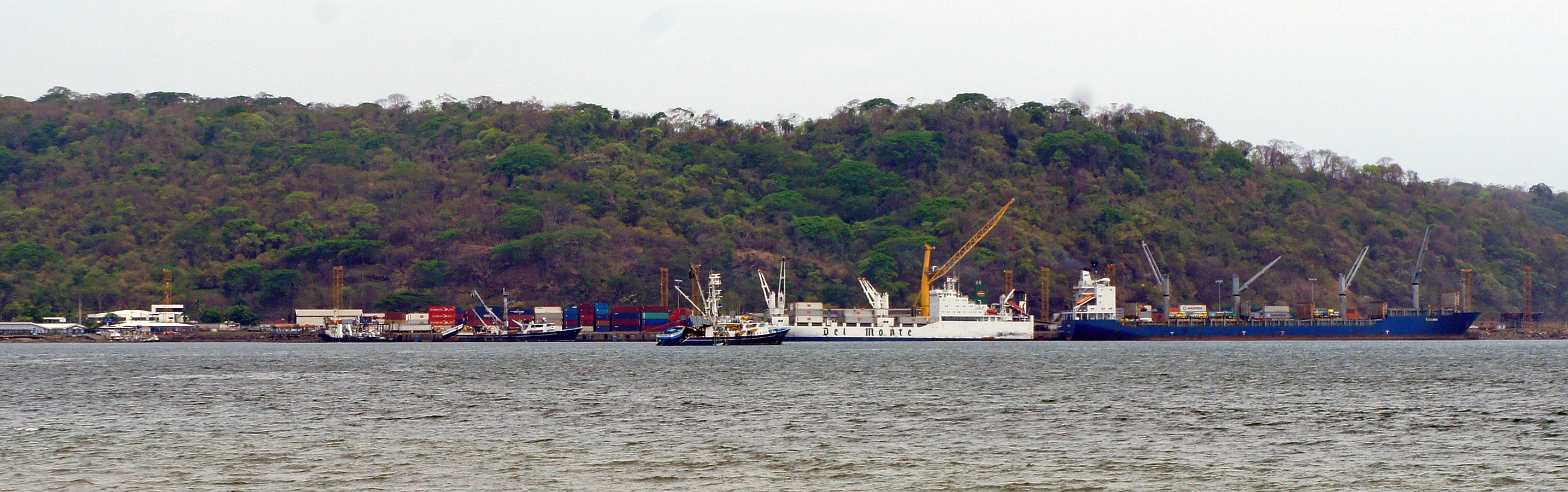
Caldera es el principal puerto comercial del Pacífico costarricense.

En lo que se refiere a comercio exterior, Caldera, localizado a 28 km al sur de la ciudad de Puntarenas, en el cantón de Esparza, es el principal puerto marítimo comercial de importaciones y exportaciones del país ubicado en el océano Pacífico. De este puerto sale el 13% de las exportaciones totales del país, y el 28% de la producción agrícola que Costa Rica destina a exportación, sobre todo azúcar, alcohol, madera y productos frescos como piña, melón y yuca, contenedores, granel sólido, hierro, vehículos, mercadería general y atún, con destino a Estados Unidos (45% del país, de los cuales el 62% sale por Caldera), China, Singapur, Argentina, Chile y Perú.

### Agricultura
La actividad agrícola de la provincia de Puntarenas se caracteriza principalmente por el cultivo de palma africana, que ocupa 14 000 ha de suelo cultivado. La palma africana es particularmente abundante en los cantones de Parrita y Quepos, con la empresa Palmatica como la principal productora. En cantones como Garabito, Esparza, Parrita y Aguirre también es importante la producción de arroz (12.496 ha), tabaco, maíz, frijoles, frutas y verduras. La caña de azúcar se cultiva principalmente en Esparza y Miramar.

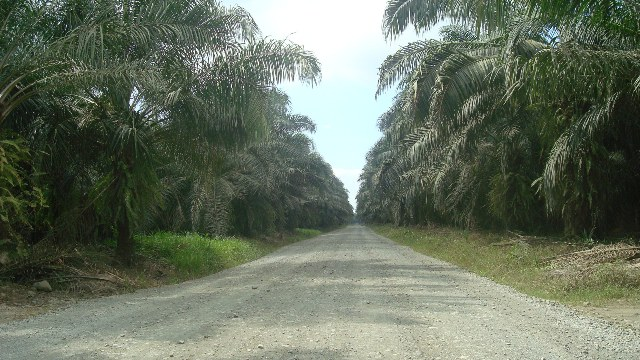
Plantación de palma africana en Parrita.

El café es particularmente importante en los valles de El General y Coto Brus. A partir de la década de 1950, el café, que por muchos años fue el motor de la economía del país, comenzó a desarrollarse en zonas como Coto Brus. Vale resaltar que las comunidades localizadas en el sureste de la provincia de Puntarenas presentan una estrecha relación con el cantón josefino de Pérez Zeledón, que es el mayor productor nacional de café, orientado a la exportación.
El banano, principal producto agrícola del país, fue un cultivo importante en la provincia de Puntarenas durante los años 50, y constituyó un gran enclave que abarcó desde Palmar Sur y Palmar Norte hasta Golfito. Tras la desaparición en la región de la principal compañía productora, la transnacional United Fruit Company, las grandes plantaciones de banano vinieron a ser substituidas por las de palma africana.
En los últimos años, se ha observado un cambio en la dinámica agrícola, con la introducción de cultivos no tradicionales, principalmente el melón, pero también la papaya, la sandía y especias como pimienta y vainilla. Se cultiva también cabuya en la zona de San Cristóbal, La Lucha y Frailes. A partir de la década de los 80, la introducción del cultivo de la piña para exportación en las llanuras de Buenos Aires se constituyó en el principal producto agrícola no tradicional. Su cultivo abarca desde la siembra hasta el proceso de empaque y congelación. En la actualidad, Costa Rica es el principal país exportador de piña del mundo.

### Ganadería

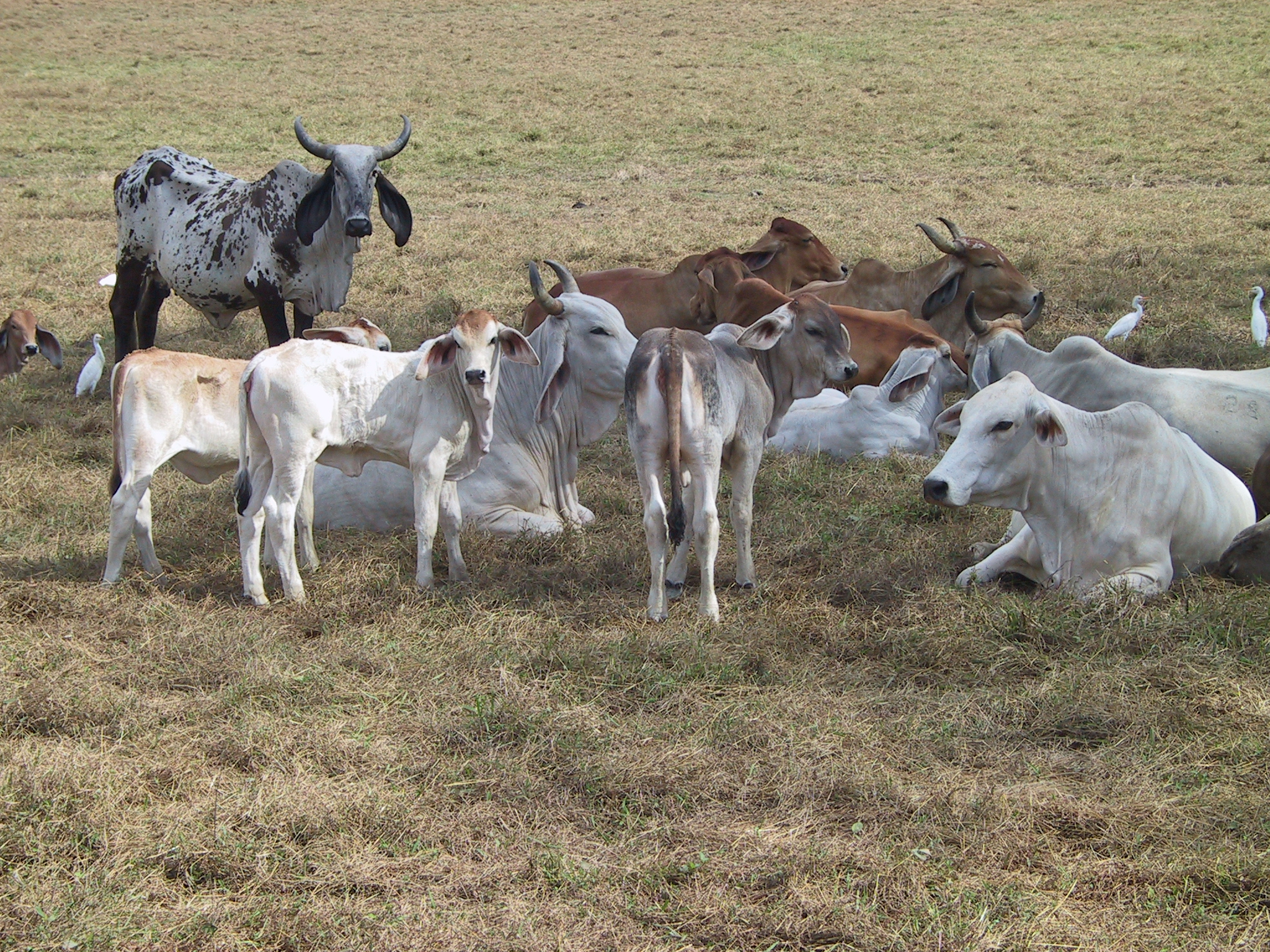
Ganado brahman.

La ganadería es una de las actividades económicas que más sobresalen en la región. Es de tipo extensivo, se basa principalmente en bovino de carne y de doble propósito, y predominan las especies de sangre india como el brahmán. En la zona de Monteverde, en Montes de Oro, y en el cantón central de Puntarenas se desarrolla la ganadería destinada a la producción de leche. Destaca en este aspecto la cooperativa Monteverde, que elabora queso, mantequilla, natilla y otros derivados, destinados a la exportación y al consumo nacional.
La explotación ganadera es muy importante en los cantones del sureste de la provincia, sobre todo en los extensos valles del General y Coto Brus. Se basa en el ganado vacuno para carne, leche y doble propósito. En esta región, la carne es comercializada por cooperativas como Coopemontecillos y también por intermediarios como mataderos municipales, carnicerías o subastas ganaderas.

### Pesca

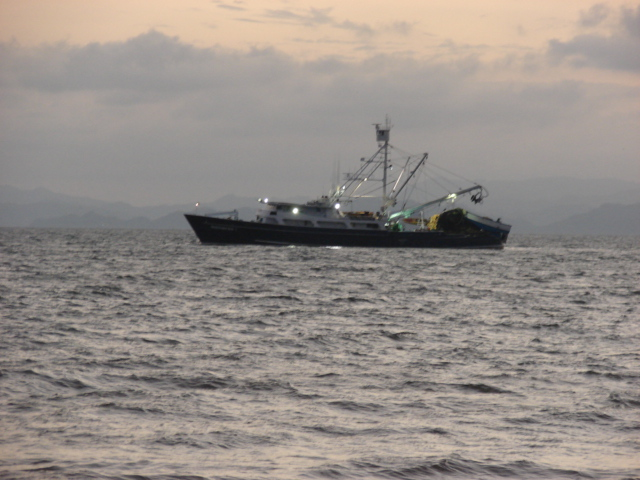
Barco camaronero en el golfo de Nicoya.

Dos son los centros pesqueros principales de la provincia de Puntarenas: la ciudad de Puntarenas propiamente dicha, en el noroeste de la provincia, y Quepos, ubicada hacia el sureste. El puerto de Puntarenas absorbe cerca del 90% de la flota pesquera regional, mientras que el segundo, cerca de 9.9%. Un 96.5% de la flota corresponde a embarcaciones de tipo artesanal, pangas y botes, y un 3.5% se dedica a la pesca semi industrial e industrial. La actividad pesquera aporta al país cerca de 3.500.000 kg de pescado. La mayor parte de las capturas se realiza en el golfo de Nicoya (73.8%), y destacan el atún y el camarón. Un 25.9% de las capturas a nivel nacional son realizadas en la zona del Pacífico, lo que resalta la importancia de Puntarenas como entrada de divisas al país.
Hacia el sureste de la provincia, la pesca continúa siendo un importante recurso para sus habitantes. El área de mayor importancia para esta actividad corresponde a la zona costera que se extiende entre punta Llorona y punta Burica, incluyendo el golfo Dulce. Los principales pescados para la comercialización son el dorado y el tiburón, así como diferentes clases de moluscos.

### Industria
Al ser Puntarenas uno de los principales puertos pesqueros de la costa pacífica de Costa Rica, en él se han instalado la mayoría de los centros procesadores dedicados a la conservación de pescado, con empresas como Sardimar y Tesoro del Mar.
La obtención de la sal es otra actividad industrial importante. También existen astilleros en los que se construyen barcos de pesca. Otras industrias relevantes de la provincia son el procesamiento del café, la palma africana (Palmatica), arroz (Arrocera Miramar), madera, sobre todo teca para exportación (Panamerican Woods), en Jicaral, derivados lácteos (Monteverde, Coopemontecillos), la transformación de productos químicos como fertilizantes (Fertica), en el cantón de Puntarenas, y la transformación de la metalurgia (aluminio) a cargo de la empresa Alunasa, en el cantón de Esparza. En Barranca se encuentra una zona franca donde se realiza maquila y confección de prendas de vestir. Existen también industrias livianas como talleres mecánicos y eléctricos, fábricas de muebles y materiales de construcción.

### Turismo
El Pacífico Central es uno de los principales destinos del turismo nacional y extranjero. Su riqueza natural y escénica, la existencia de numerosas áreas de conservación, y su relativa cercanía al Valle Central lo convierten en uno de los principales polos de atracción turística de Costa Rica. El turismo, principal actividad económica y entrada de divisas del país, ha potenciado el peso de algunas poblaciones puntarenenses que han pasado de pequeños pueblos pesqueros a verdaderos centros urbanos, como es el caso de Jacó, Herradura, Parrita, Quepos, Golfito y Puerto Cortés. En la última década se ha dado un desarrollo de infraestructura considerable que puede observarse en lugares como Jacó o Playa Dominical, cuyas playas son zonas aptas para la práctica del surf que ha atraído un importante flujo de extranjeros. En los alrededores de Jacó, en la última década, se ha dado un importante desarrollo inmobiliario. El extremo sur de la península de Nicoya, donde se encuentran los distritos de Lepanto, Paquera y Cóbano, es uno de los enclaves turísticos más importantes del Pacífico costarricense, donde se encuentran playas como Montezuma, Tambor, Pochote, Tortuga y Cabo Blanco.

#### Ciudad de Puntarenas
La ciudad de Puntarenas, capital de la provincia, es rica en tradición, historia y costumbres. Cuenta con diversos lugares de interés turístico, entre los que pueden mencionarse, además de la extensa playa, el paseo de los Turistas, el balneario de barrio El Carmen, el bulevar de la catedral, el parque marino y la Casa de la Cultura. Uno de los sitios turísticos por excelencia es el paseo de los Turistas, una avenida peatonal que bordea el océano, y en la cual se encuentra toda clase de negocios: hoteles, bares, heladerías, discotecas, etc. En sus numerosos restaurantes se pueden degustar los platillos típicos de la gastronomía puntarenense, como el vigorón, el ceviche puntarenense, las chuchecas, la resbaladera, el arroz guacho, el arroz con mariscos, las toronjas rellenas y el granizado, conocido popularmente como «Churchill».

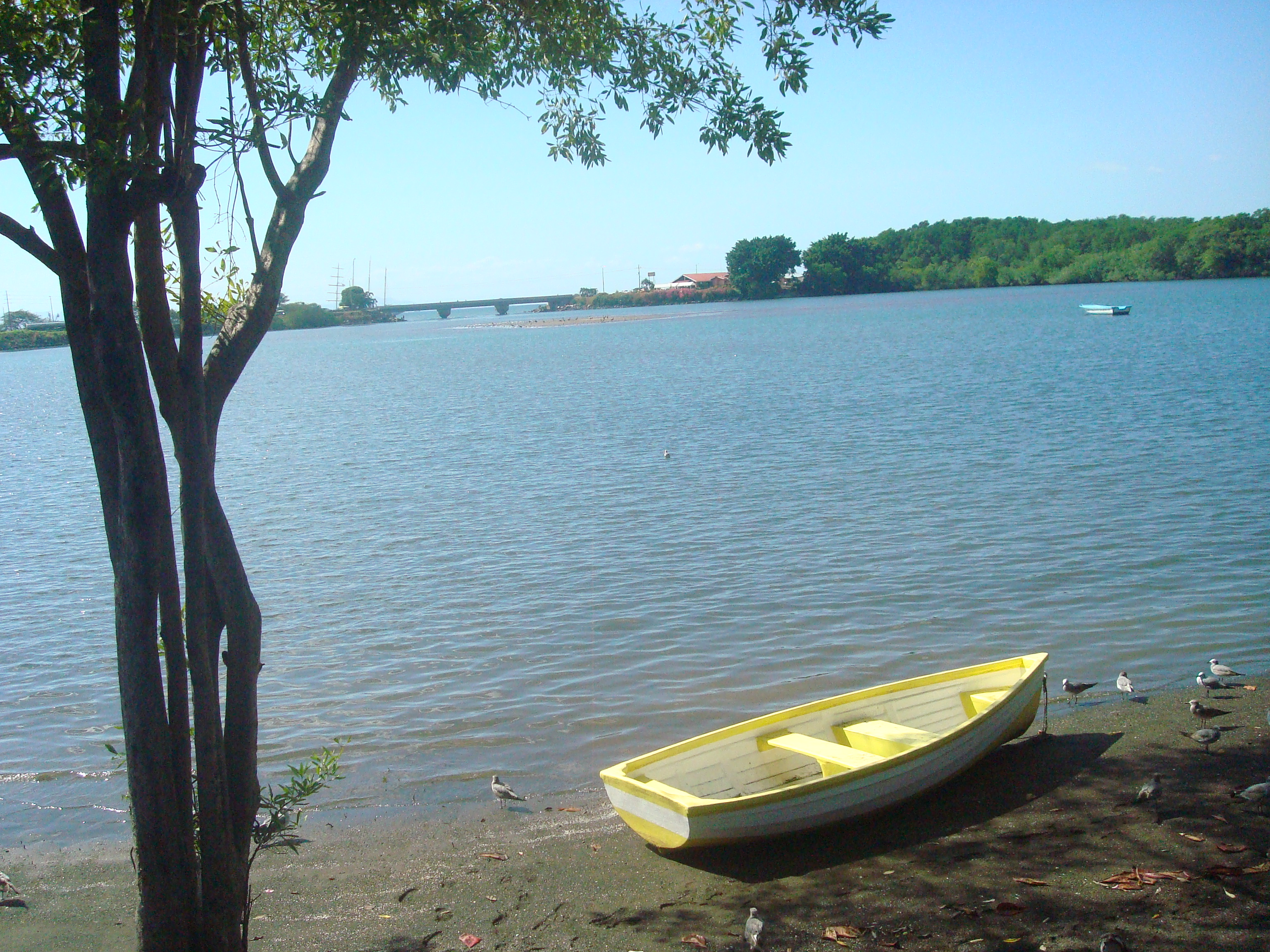
Estero de Mata de Limón, puerto Caldera.

El auge de la ciudad de Puntarenas como destino turístico data de 1940, cuando fue bautizada como «Balneario Nacional» debido a las numerosas visitas de turistas de todo el territorio, las cuales se realizaban principalmente a través del ferrocarril, que llegaba directamente hasta el corazón de la playa, en el lugar que hoy se conoce como el paseo de los Turistas. El viaje en tren, que recorre distintas y pintorescas comunidades desde el valle hasta el puerto, actualmente llega solo hasta Caldera, pero aun así, continúa siendo atractivo principalmente entre la población costarricense. En la actualidad, la comunicación terrestre con el Pacífico se realiza por vías pavimentadas como la carretera a través de los montes del Aguacate o la carretera Interamericana, pero a partir de la construcción de la ruta 27 que conecta el Valle Central con Caldera de Esparza, se ha acortado en gran medida el tiempo de viaje hasta la ciudad de Puntarenas y sus vecinos, lo que ha fomentado aún más el turismo nacional y extranjero.
Puntarenas también funciona como sitio de escala para acceder a otras regiones turísticas del país, como el Pacífico Sur o la provincia de Guanacaste. La ciudad también cuenta con un servicio de ferry que comunica Puntarenas con la península de Nicoya. Uno de los aspectos más destacados del turismo en la ciudad de Puntarenas en épocas recientes es el arribo de cruceros internacionales a su muelle. A partir del 15 de enero de 2014, la inauguración de la Ruta Mesoamericana por parte de la línea de cruceros Azamara Quest permite el embarque de pasajeros en el puerto de Caldera para realizar travesías entre Costa Rica y el resto de Centroamérica, México y Los Ángeles en Estados Unidos.

#### Parques nacionales y reservas naturales
La provincia de Puntarenas posee un gran atractivo natural que convierte a la región en polo receptor de turistas extranjeros y nacionales. Existen numerosos paisajes formados por extensas playas, algunas zonas montañosas cubiertas de bosque nuboso, valles, cuencas hidrográficas y una rica fauna.  Destaca en este aspecto la notable oferta turística alrededor del parque nacional Manuel Antonio, el segundo más visitado del país después del parque nacional Volcán Poás, así como el de la reserva biológica Bosque Nuboso Monte Verde, que recibe más de 70 000 turistas nacionales y extranjeros anualmente.
En la región sureste de la provincia, existe un depósito libre comercial en la ciudad de Golfito que, aunado a la reciente creación del parque nacional Piedras Blancas, potencia la visita de nacionales a esa región.
El parque nacional Corcovado, que conserva 41.788 ha de lagunas someras, manglares, ríos, bosques húmedos y nubosos, y gran cantidad de especies animales en vías de extinción, atrae cada año gran cantidad de turistas, científicos e investigadores. Alrededor del parque, al cual se accede por un ferry entre Golfito y Puerto Jiménez, en la costa oriental de la península de Osa, existen algunos hoteles que también cuentan con reservas privadas.

#### Playas
Las playas de la región cuentan en su mayoría con hoteles, albergues y cabinas. Según el ranking «Travellers' Choice 2013», del sitio de internet Tripadvisor, dos playas de la provincia se encuentran entre las 10 mejores de Centroamérica: playa Manuel Antonio, seleccionada como la mejor playa de América Central según los viajeros, y playa Hermosa, en el puesto número 8. En 2016, playa Manuel Antonio fue escogida por este mismo sitio como una de las mejores 25 playas del mundo.

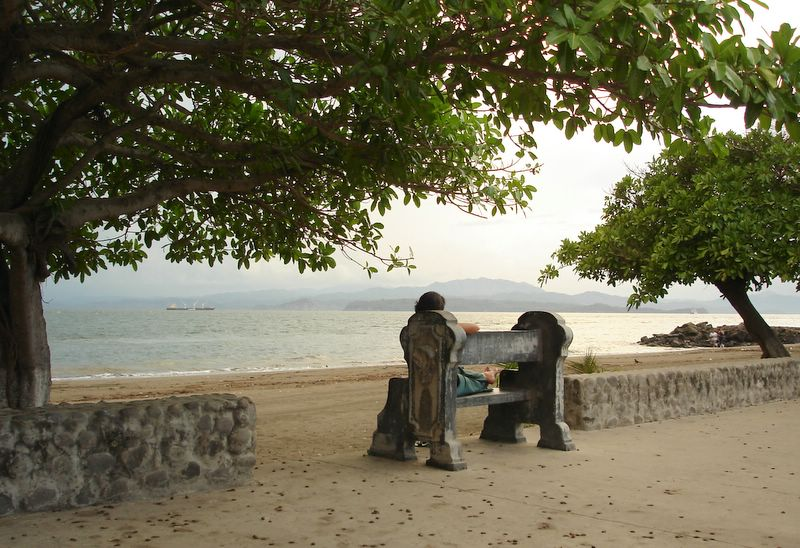
Puntarenas
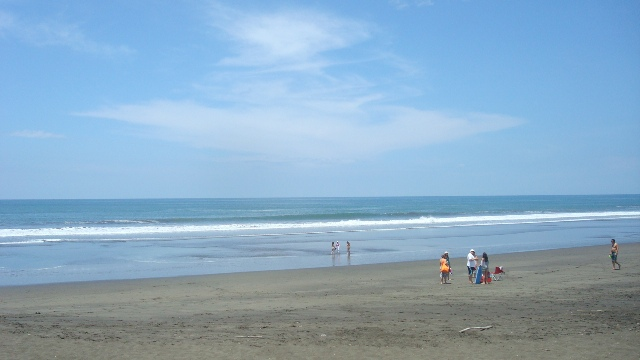
Hermosa
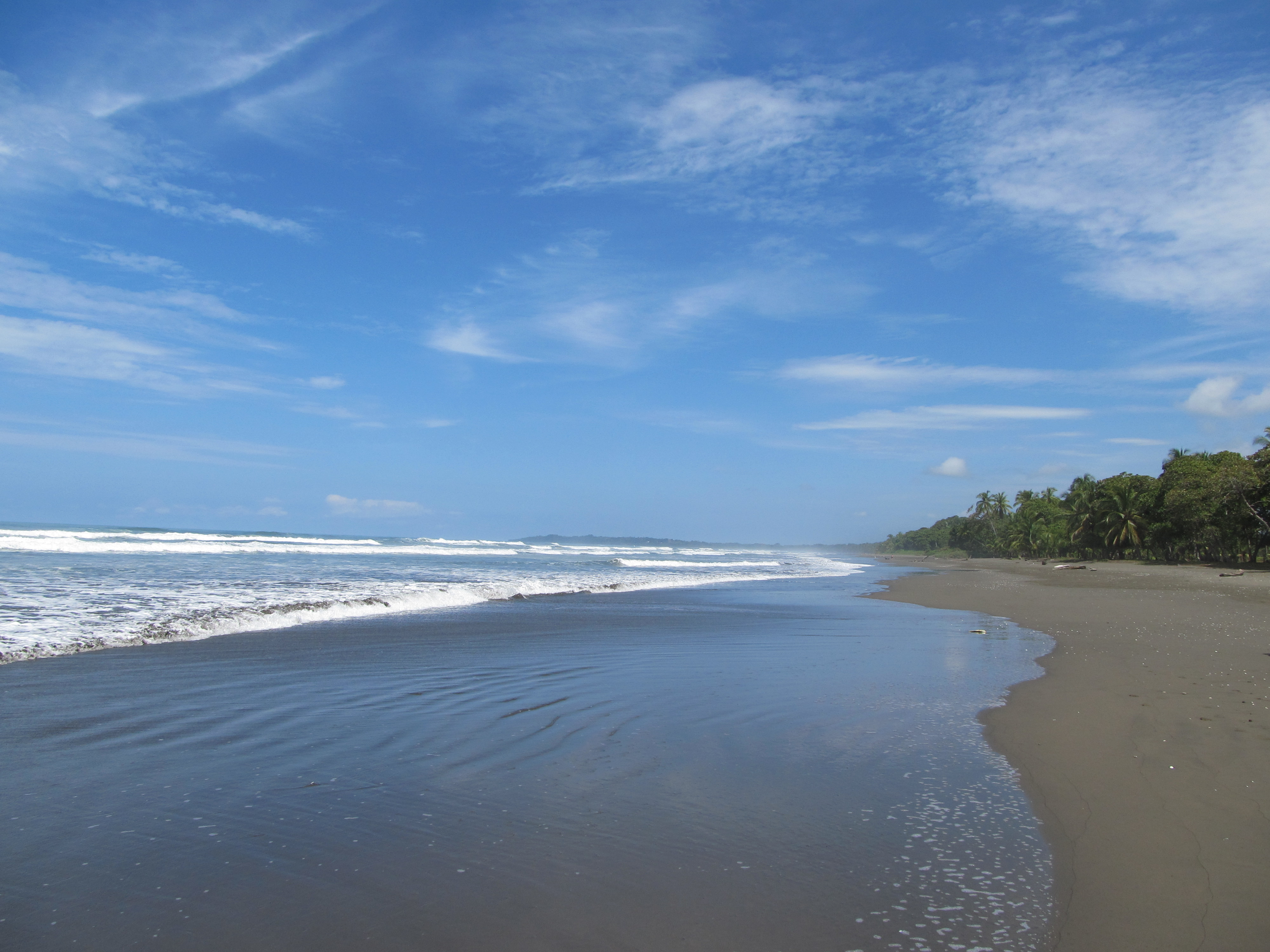
Bejuco
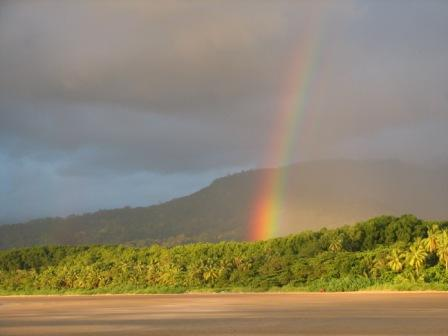
Uvita
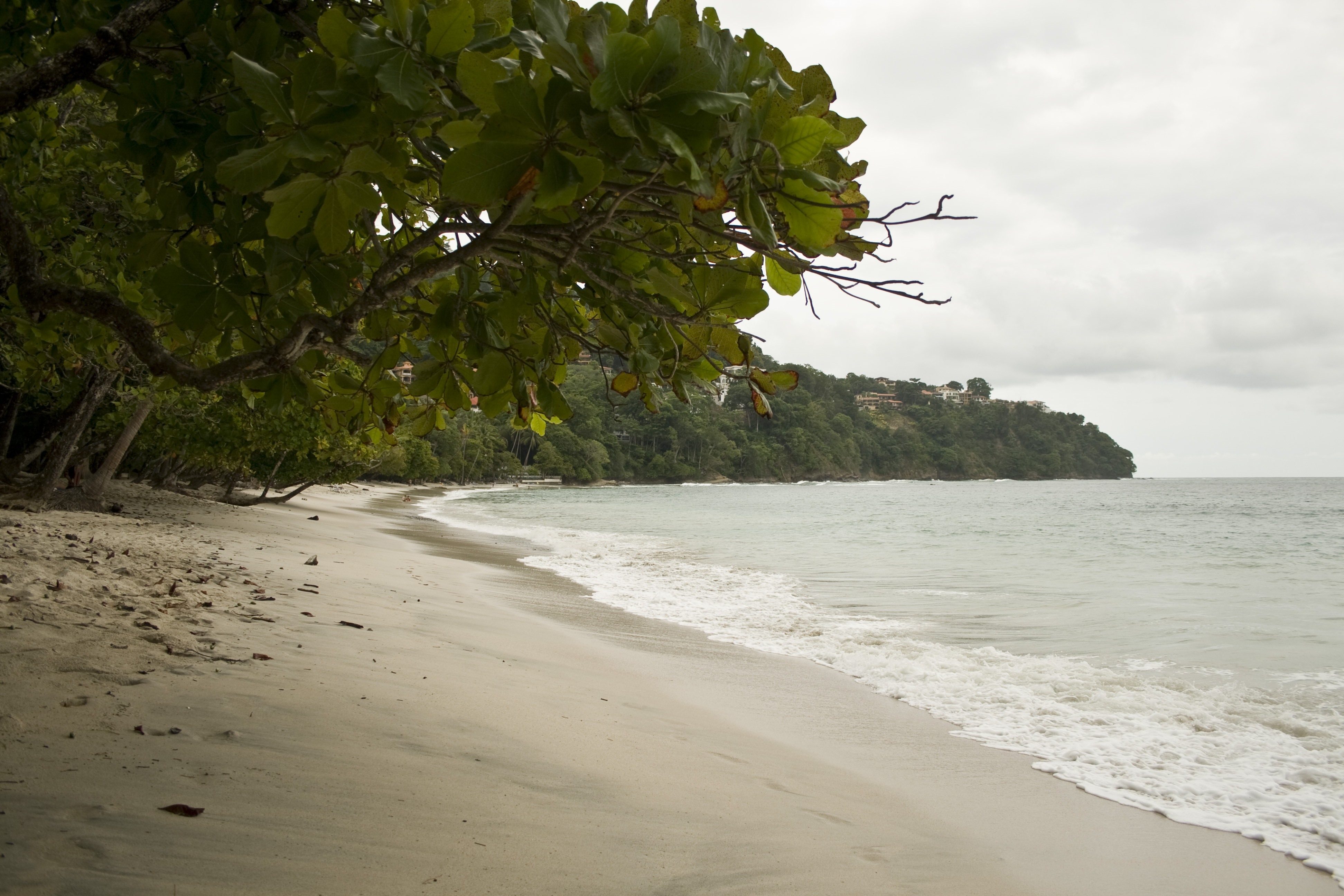
Punta Leona
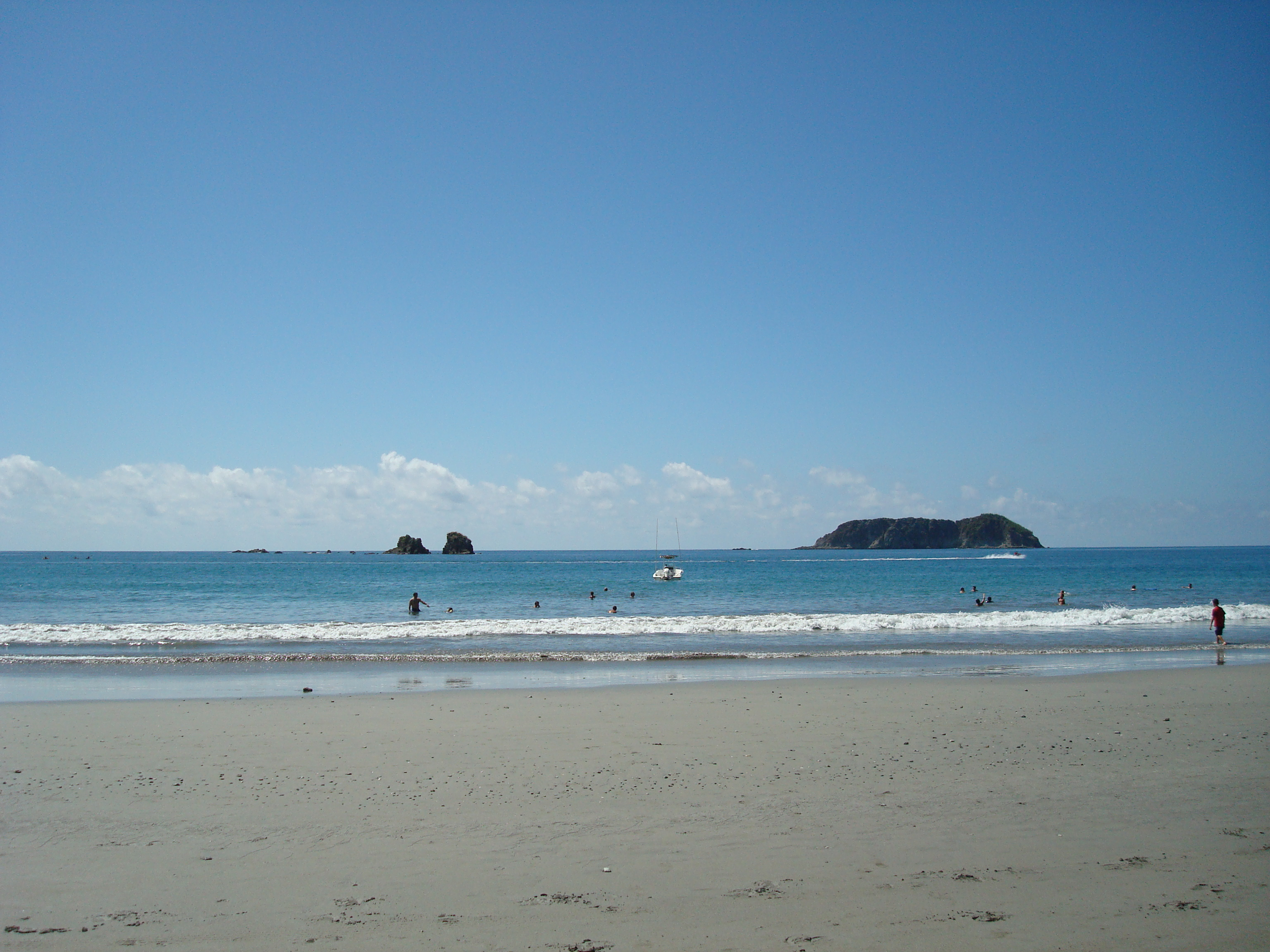
Manuel Antonio
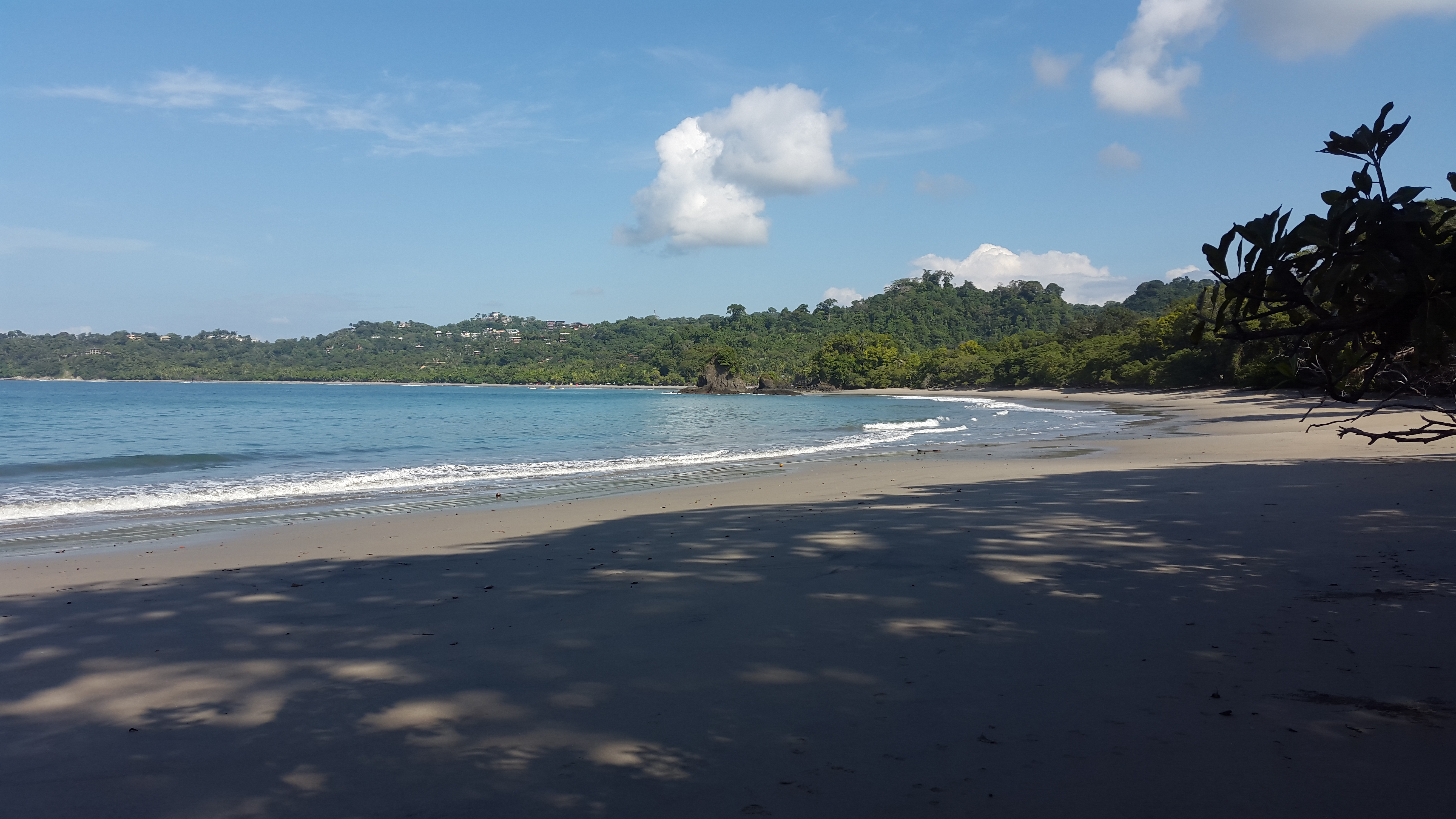
Playa Espadilla
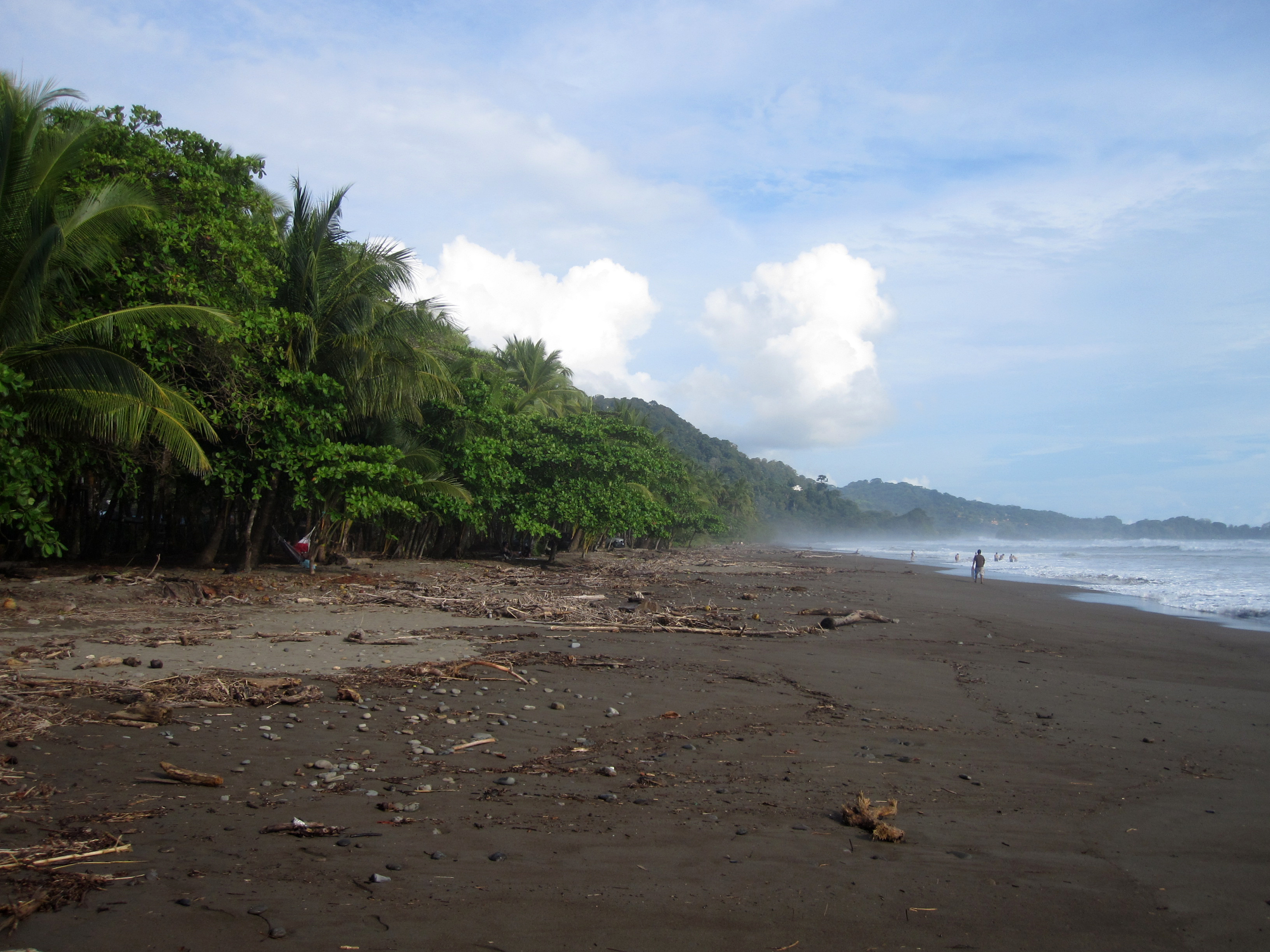
Playa Dominical
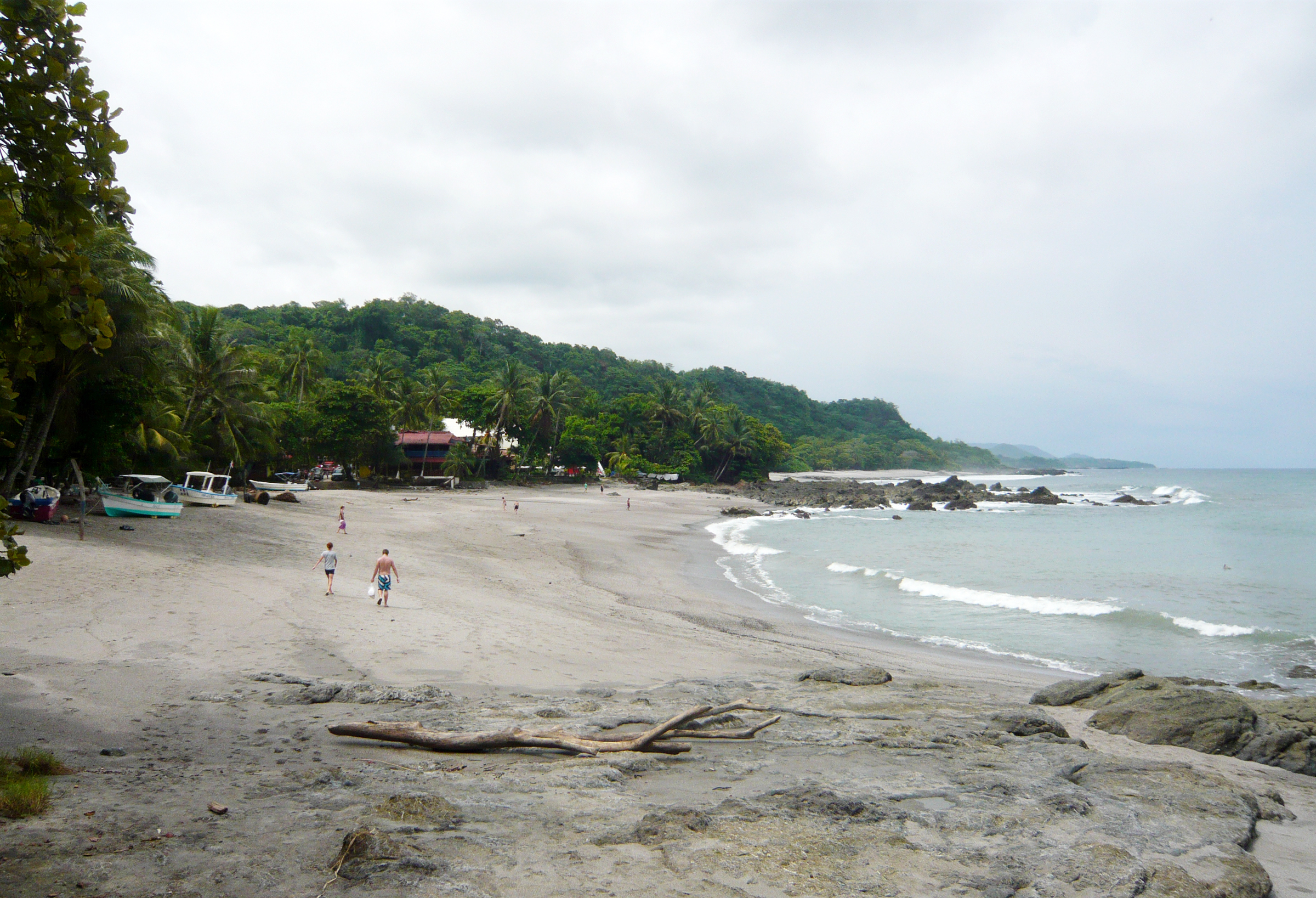
Montezuma
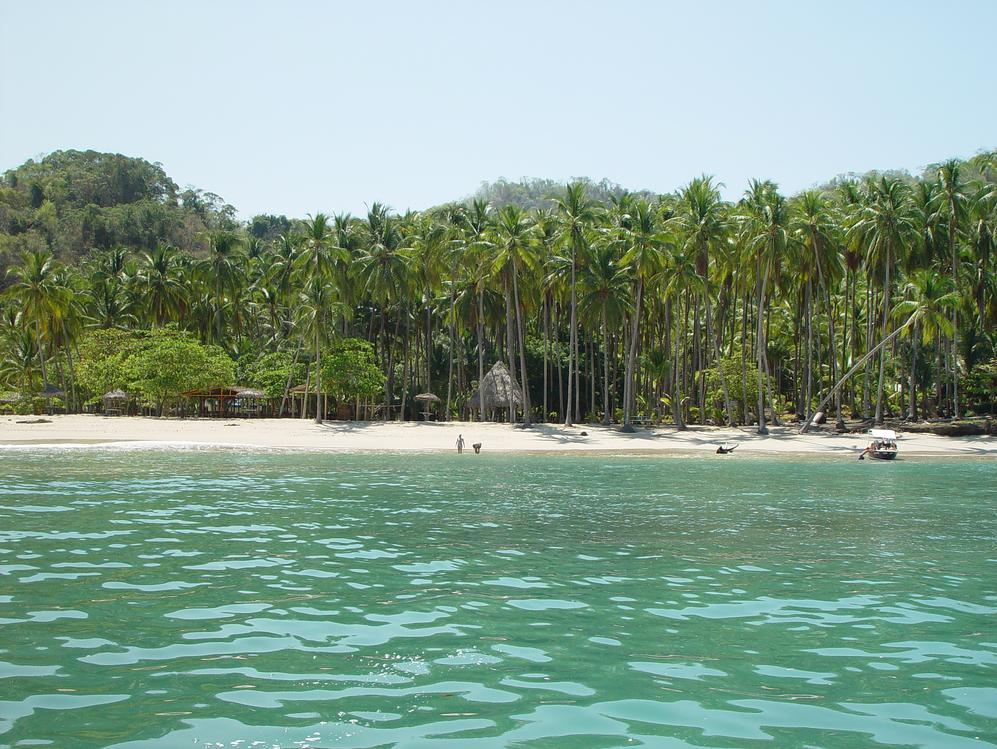
Tortuga
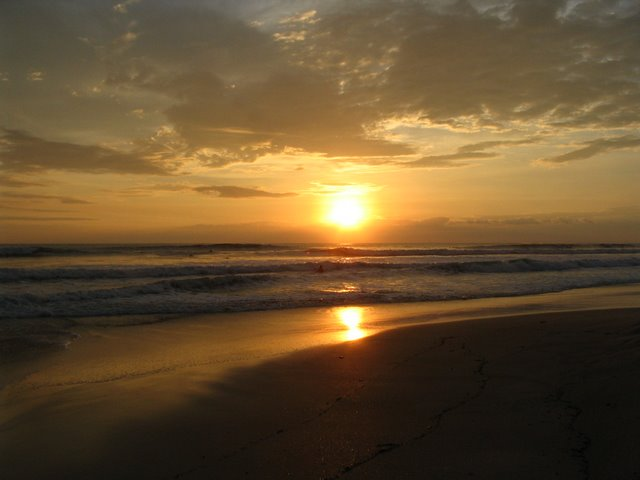
Mal País
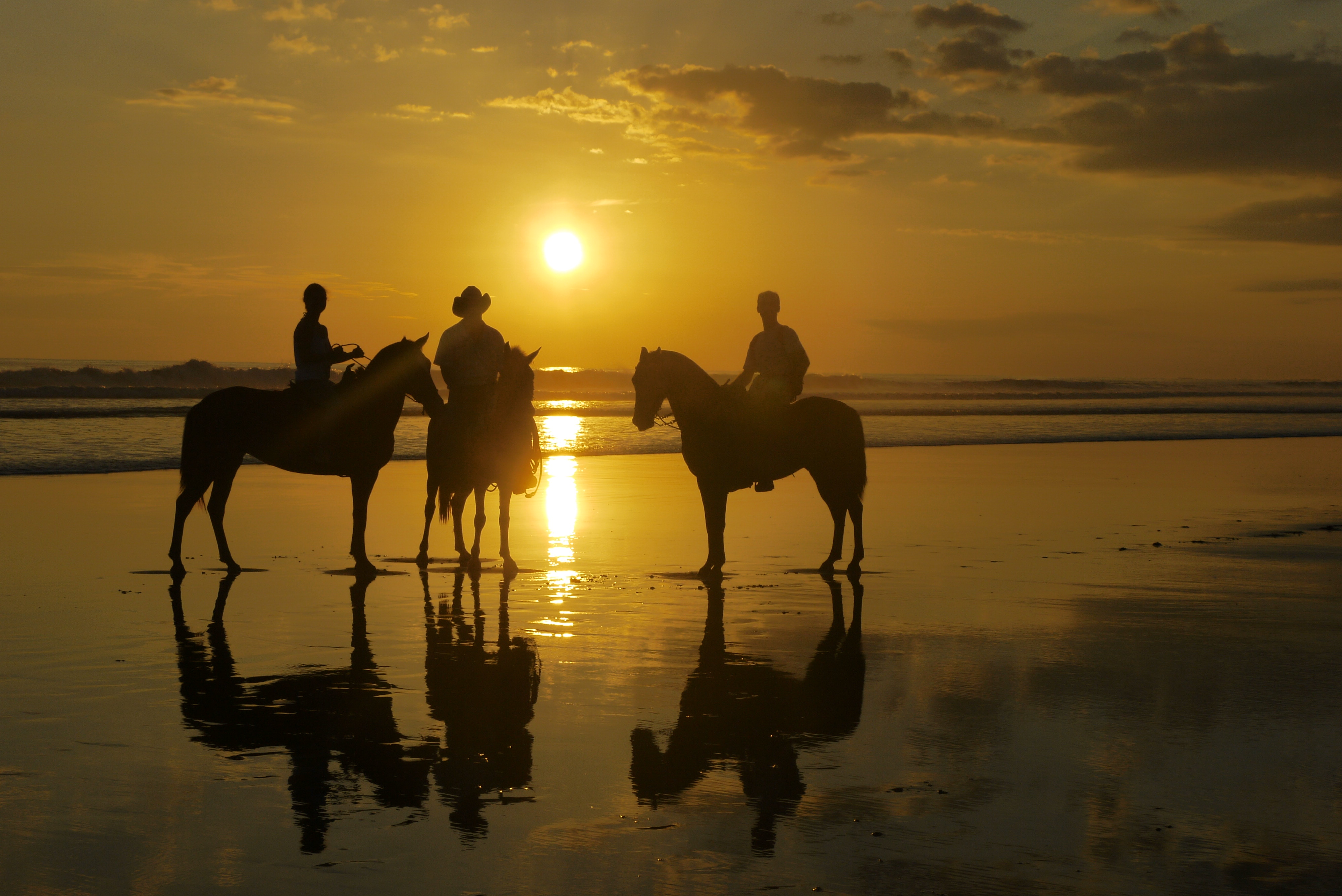
Playa Esterillos
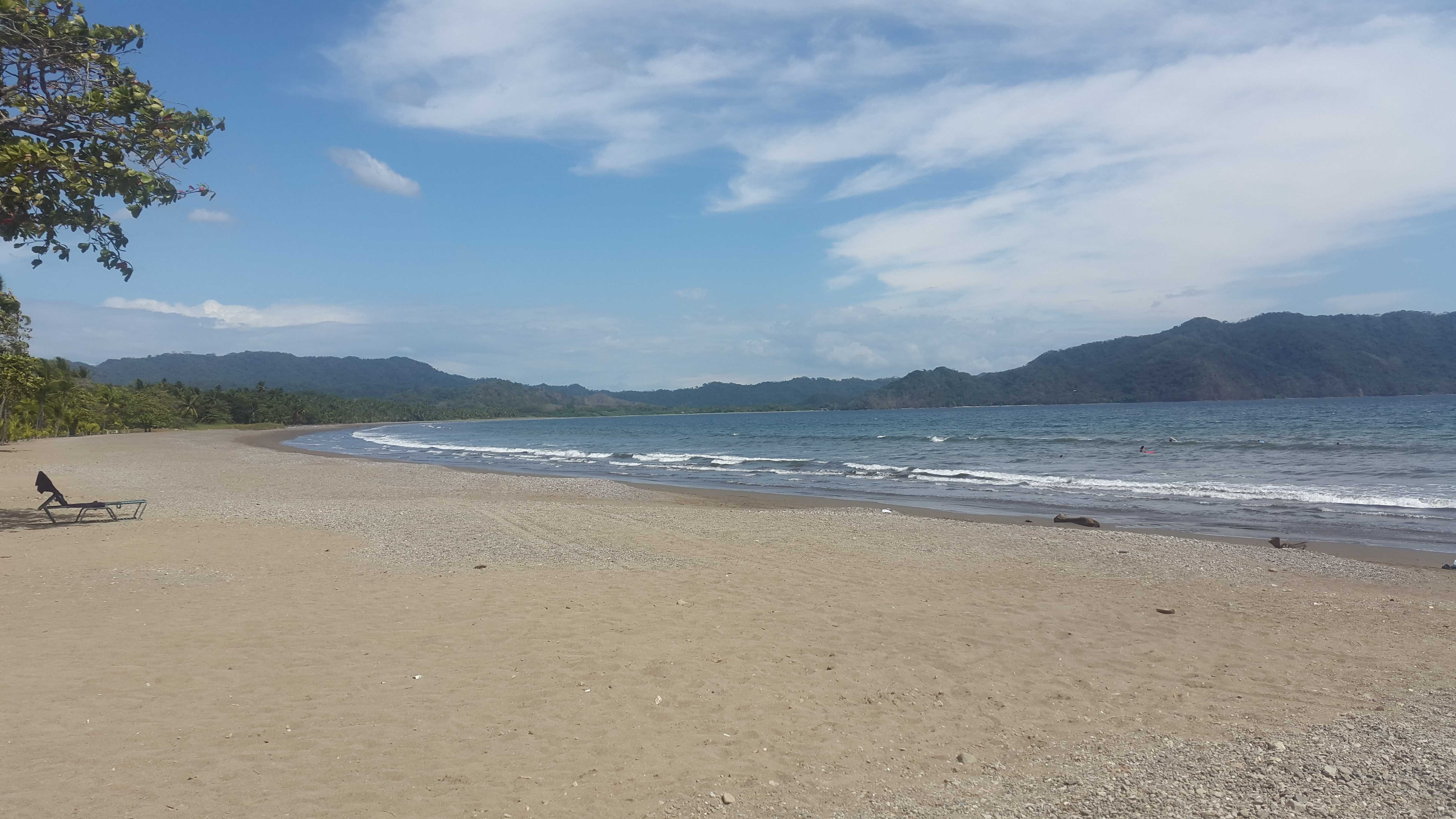
Tambor
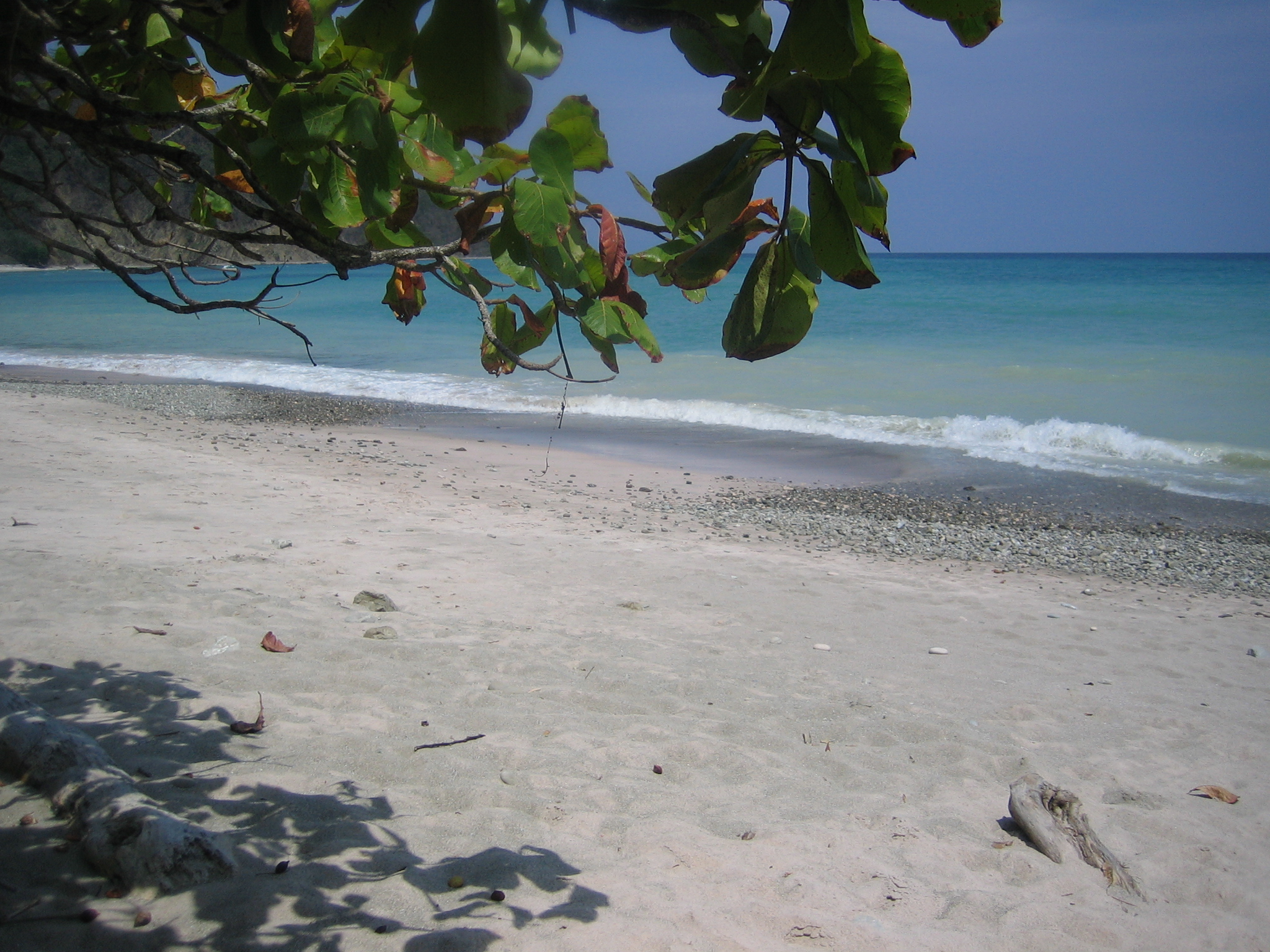
Cabo Blanco
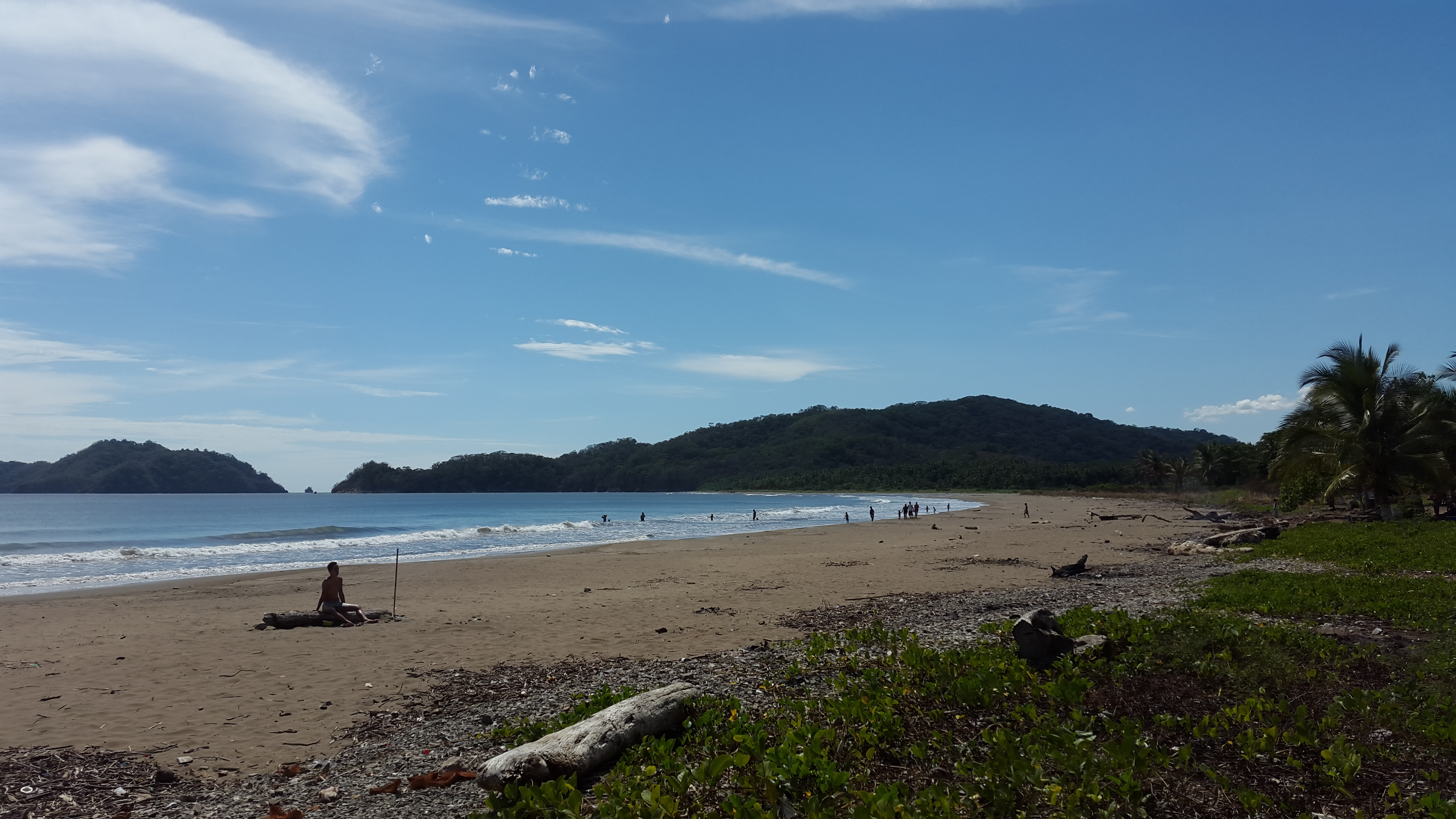
Órganos
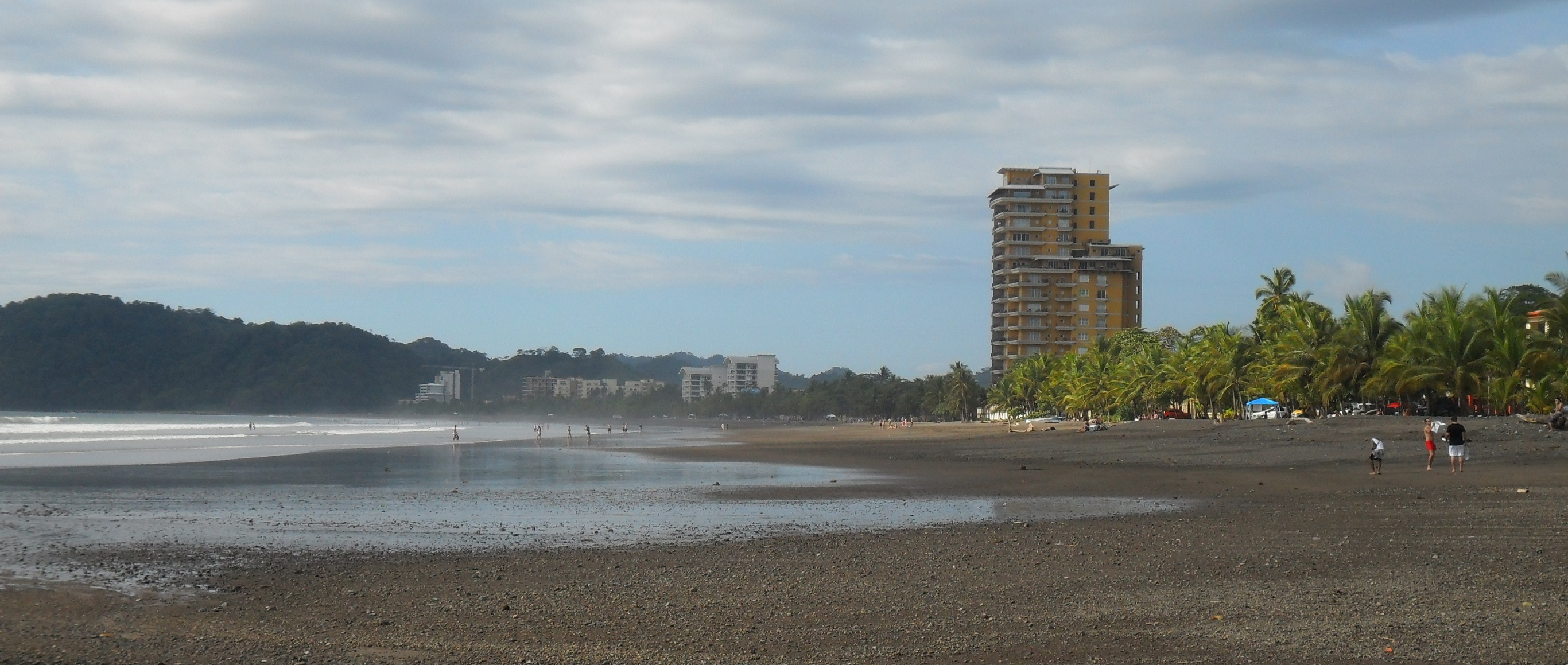
Jacó

### Minería
Ocurre explotación minera en la zona sur, donde se extrae oro, zinc, hierro y plata.

## Infraestructura
Puntarenas es la provincia más grande de Costa Rica y está comunicada con el resto del país por vías terrestres. Cuenta con un ferry que cruza el Golfo de Nicoya.
Los puertos más importantes de la provincia son el de Puntarenas, Caldera, Quepos y Golfito.
Múltiples aeródromos regionales se encuentran ubicados en la provincia.

## Cultura

### Arte
El arte es un exponente importante también para la ciudad, actualmente cuenta con más de 25 esculturas en piedra producto de simposios nacionales como internacionales y se ubican a lo largo del "Paseo de los Turistas" y en el bulevar de la catedral al aire libre para ser disfrutadas por el público. Pintores de la calidad nacional como internacional de los señores Guillermo Trejos Cob, Isidro Con Wong y Jorge Rodríguez Iogui (Premio nacional de escenografía 2008 y actualmente presidente de la Asociación de Artistas Puntareneses), engalanan la provincia.
Existe una asociación de artistas puntarenenses que reúne diferentes disciplinas como: teatro, danza y baile folclórico, pintura, escultura, música; que busca proyectar a los artistas locales a un nivel nacional e internacional.
Además, el teatro se vuelve una forma de expresión muy fuerte para Puntarenas donde residen dos Premios Nacionales de Teatro (2008): Pablo Sibaja, categoría de Mejor Actor de Reparto y Jorge Rodríguez Iogui en la categoría de Mejor Escenografía. Constantemente el público se deleita con puestas en escena de actores y actrices porteños como invitados y extranjeros.

### Patrimonio precolombino
En la región sureste de Puntarenas existen varias reservas indígenas de los pueblos que ocuparon el valle del Térraba (llamado Diquís en lengua boruca) y la península de Osa durante la época precolombina. Estos pueblos aborígenes conservan sus valores, costumbres y tradiciones, aunque amenazados por la pobreza y el proceso de aculturización. Destaca entre estas costumbres el Juego de los diablitos de Boruca, cuya existencia data de tiempos de la conquista española. Existen en la región numerosos vestigios arqueológicos, como los ubicados en Palmar Sur de Osa, donde aún pueden encontrarse en su sitio original gran cantidad de esferas de piedra, que en la actualidad son consideradas símbolo de identidad nacional. De esta importante región arqueológica también provienen la gran mayoría de los objetos de oro de la época precolombina que se exhiben en los museos de San José, puesto que la región de Osa contiene depósitos de oro aluvial que las culturas precolombinas utilizaron para crear colgantes, brazaletes, discos y otros objetos. El Museo Comunitario Indígena de Boruca, creado en 1985 como iniciativa de un grupo de mujeres, se encarga de velar por la herencia artística de este pueblo aborigen.

## Personas destacadas
- Ver Lista de puntarenenses